# ويليام جيمس
ويليام جيمس (11 يناير 1842، نيويورك- 26 أغسطس 1910 شوكوروا، نيوهامبشير) (بالإنجليزية: William James). هو فيلسوف وعالم نفس أمريكي، وأول معلّم يقدم دورة في علم النفس في الولايات المتحدة الأمريكية. يُعتبر جيمس مفكراً رائداً في أواخر القرن التاسع عشر، وأحد أكثر الفلاسفة نفوذاً في الولايات المتحدة الأمريكية و«مؤسس علم النفس الأمريكي».
أنشأ جيمس إلى جانب شارل ساندرز بيرس المدرسة الفلسفية المعروفة باسم المدرسة البراغماتية، ويشار إليها أيضًا باعتبارها إحدى المدارس المؤسسة لعلم النفس الوظيفي، صنف تحليل مجلة «مراجعة علم النفس العام» العلمية –المنشور في عام 2002- جيمس في المرتبة الرابعة عشرة بين أهم علماء النفس في القرن العشرين. صنف استقصاء مجلة «علم النفس الأمريكي» المنشور في عام 1991 سمعة جيمس في المرتبة الثانية، بعد فيلهلم فونت الذي يعتبر مؤسس علم النفس التجريبي على نطاق واسع. طور جيمس أيضاً المنظور الفلسفي المعروف باسم التجريبية الراديكالية بالإضافة إلى ذلك أثر عمل جيمس على الفلاسفة والأكاديميين مثل إميل دوركايم ودو بويز وإدموند هوسرل وبيرتراند راسل ولودفيغ فيتغنشتاين وهيلاري بوتنام وريتشارد رورتي كما أثر على الرئيس الأمريكي السابق جيمي كارتر.
وُلد جيمس لعائلة ثرية وكان ابن عالم اللاهوت المنتمي للكنيسة الجديدة هنري جيمس الأب وشقيق كل من الروائي البارز هنري جيمس وكاتبة اليوميات أليس جيمس. تدرب جيمس على ممارسة الطب واطلع على علوم التشريح في جامعة هارفارد، لكنه لم يمارس الطب. وتابع بدلاً من ذلك اهتماماته في علم النفس ثم الفلسفة. كتب جيمس على نطاق واسع حول العديد من المواضيع، بما في ذلك نظرية المعرفة، والتعليم وما وراء الطبيعة وعلم النفس والدين والروحانية. من بين أكثر كتبه تأثيراً: كتاب «مبادئ علم النفس»، وهو نص حديث في مجال علم النفس؛ و«مقالات في التجريبية الراديكالية»، وهي نصوص هامة في الفلسفة؛ وكتاب «أصناف الخبرة الدينية»، وهو تحقيق في أشكال مختلفة من التجربة الدينية، بما في ذلك نظريات الفكر الجديد.

## النشأة

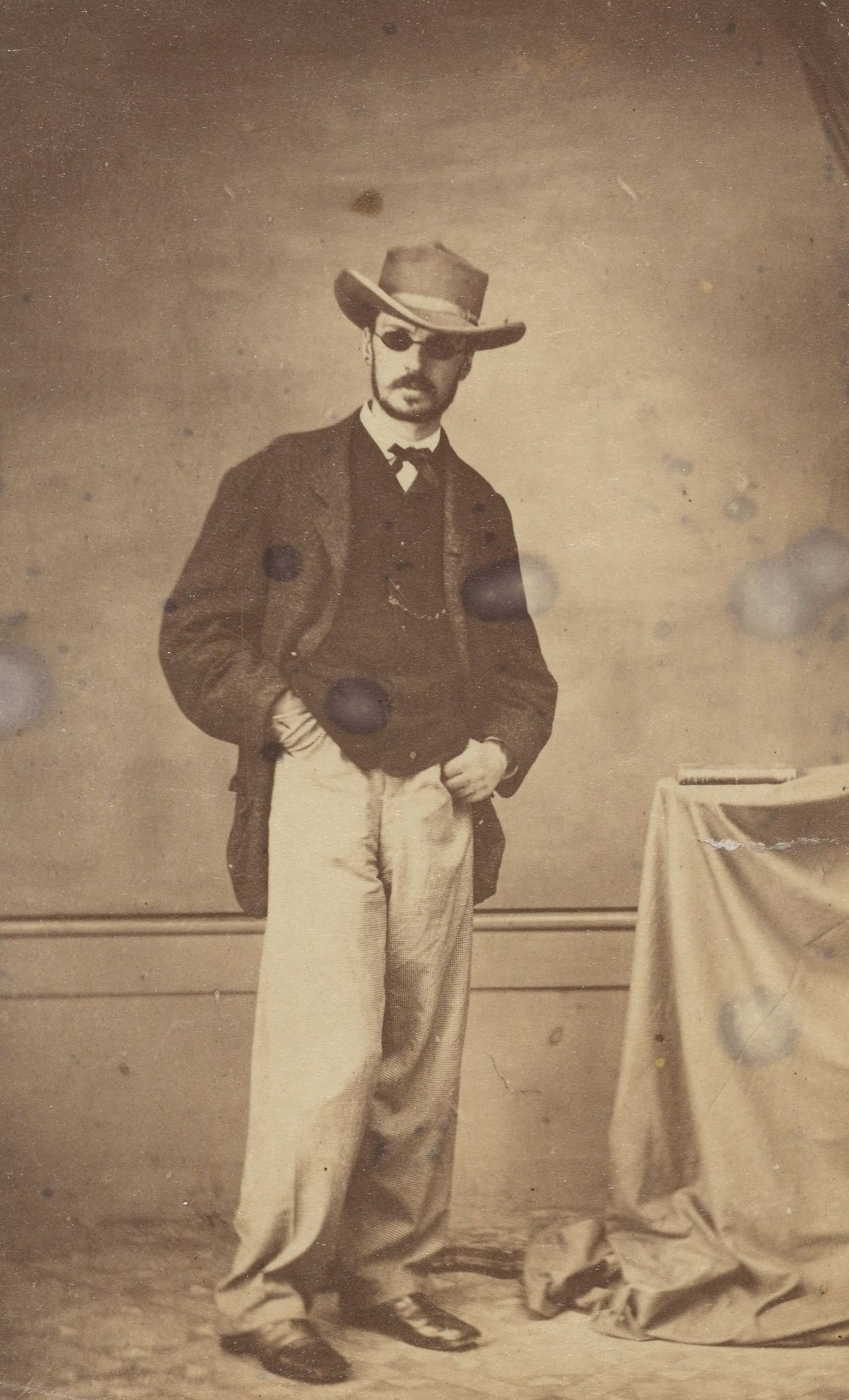
وليم جيمس في البرازيل عام 1865

ولد ويليام جيمس في أستور هاوس في مدينة نيويورك في 11 يناير من عام 1842. وكان ابن هنري جيمس الأب وهو عالم لاهوت مشهور وغني إضافة لكونه عضو في الكنيسة الجديدة وعلى دراية بالنخب الأدبية والفكرية في عصره. لقد كان الذكاء الفكري لبيئة عائلة جيمس والمواهب البارزة الرسائلية للعديد من أعضائها موضع اهتمام مستمر للمؤرخين وكتاب السيرة والنقاد.
تلقى ويليام جيمس تعليماً انتقائياً عبر المحيط الأطلسي وطور طلاقته في اللغتين الألمانية والفرنسية، شجع التعليم العالي لأسرة جيمس للذهاب برحلتين إلى أوروبا في الوقت الذي كان فيه ويليام جيمس لايزال طفلاً، ووضعت نمطاً أدى به إلى القيام بثلاثة عشرة رحلة أوروبية أخرى خلال حياته. أدى ميله الفني في وقت مبكر إلى حصوله على تدريب مهني في استوديو ويليام موريس هنت في نيوبورت، رود آيلاند، لكنه حوّل اهتماماته في عام 1861 إلى الدراسات العلمية في كلية لورانس العلمية في جامعة هارفارد.
عانى جيمس في بداية مرحلة بلوغه من مجموعة متنوعة من الأمراض الجسدية بما في ذلك أمراض العيون والظهر والمعدة والجلد. كان أيضاً مصاباً بالعمه الموسيقي. وتعرض لمجموعة من الأعراض النفسية التي تم تشخيصها في ذلك الوقت على أنها وهن عصبي، والتي شملت فترات اكتئاب استمرت لعدة أشهر متتالية كان يفكر خلالها في الانتحار. قاتل شقيقاه الأصغر سناً -غارث ويلكنسون (ويلكي) وروبرتسون (بوب)- في الحرب الأهلية، أما الأشقاء الثلاثة الآخرون (وليام وهنري وأليس جيمس) فقد عانوا جميعاً من فترات الاعتلال.
بدأ بدراسات الطبية في مدرسة طب هارفارد في عام 1864 (وفقًا لأخيه المؤلف هنري جيمس)، ثم أخذ استراحة في ربيع عام 1865 لينضم إلى عالم الطبيعة لويس أغاسيز في رحلة علمية إلى نهر الأمازون لكنه قطع رحلته بعد ثمانية أشهر، بسبب تعرضه لنوبات من داء الحركة الشديد والجدري المعتدل. قطعت دراساته مرة أخرى بسبب المرض في أبريل من عام 1867. سافر إلى ألمانيا بحثاً عن علاج وبقي هناك حتى نوفمبر من عام 1868؛ في ذلك الوقت كان عمره 26 عاماً. بدأ خلال هذه الفترة بالنشر؛ وظهرت مراجعات أعماله في الدوريات الأدبية مثل مجلة أمريكا الشمالية.
حصل جيمس على شهادة في الطب في يونيو من عام 1869، لكنه لم يمارس الطب. لن يُحلّ ما أسماه بـ«مرض الروح» حتى عام 1872، بعد فترة طويلة من البحث الفلسفي. تزوج من أليس غيبنز في عام 1878. وانضم إلى المجتمع التصوّفي في عام 1882.
لقد أثبت الوقت الذي قضاه جيمس في ألمانيا تمتعه بخصوبة فكرية، مما ساعده على اكتشاف أن اهتماماته الحقيقية لا تكمن في الطب بل في الفلسفة وعلم النفس. في وقت لاحق من عام 1902، كتب: «لقد درست الطب في الأساس لكي أكون طبيباً، لكني انجرفت إلى علم النفس وفلسفة القضاء والقدر. لم أحصل على أي تعليم فلسفي، وكانت أول محاضرة علم النفس سمعت بها هي أول محاضرة أعطيتها على الإطلاق».
بين عامي 1875 و1876، أسس جيمس وهنري بيكرينغ بوديتش (1840- 1911) وتشارلز بيكرينغ بوتنام (1844- 1914) وجيمس جاكسون بوتنام (1846- 1918) معسكر بوتنام في سانت هوبرتس في مقاطعة إيسيكس في نيويورك.

## عائلته

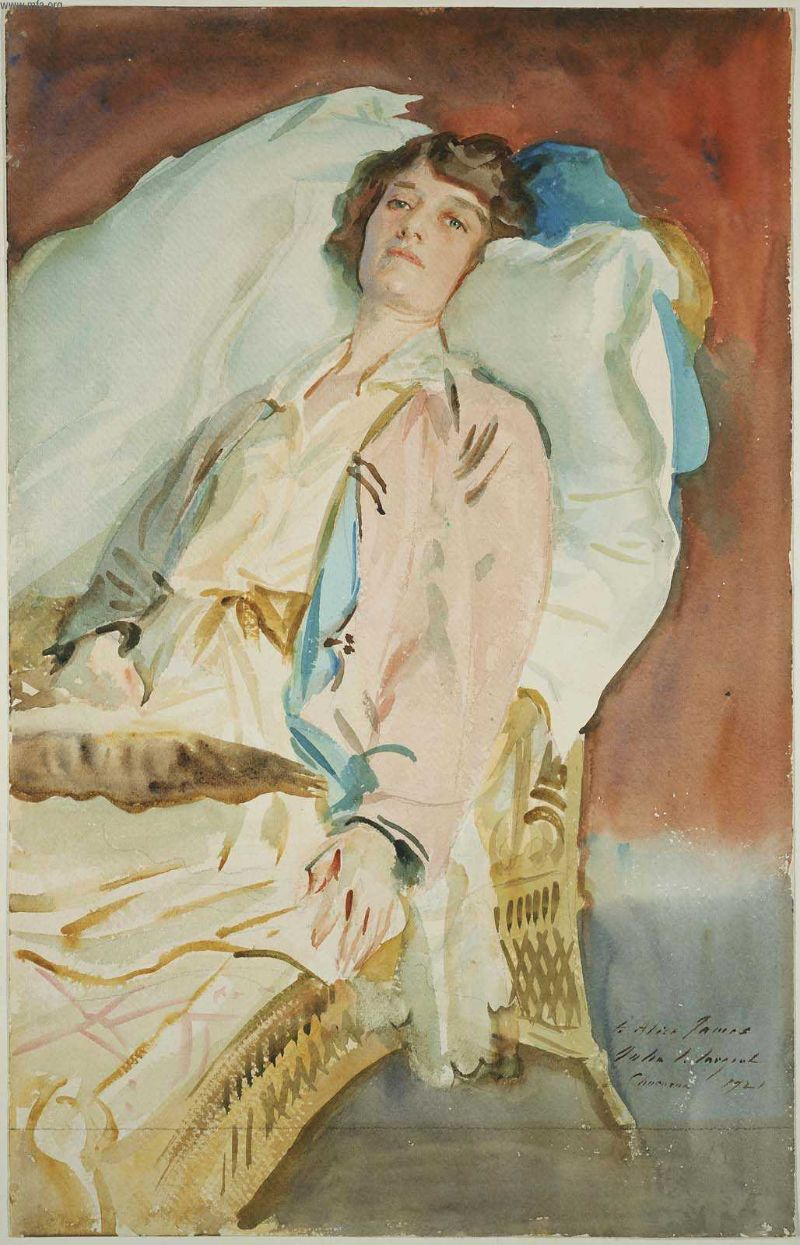
أليس رونلز جيمس (زوجة ويليام جيمس)، 1921

ويليام جيمس هو ابن هنري جيمس الأكبر من ألباني، والدته ماري روبرتسون والش ولديه أربعة أشقاء: هنري (الروائي) وغارث ويلكنسون وروبرتسون وأليس، ارتبط وليام بـأليس هاو غيبنز في 10 ماي 1878; وتزوجهـا في 10 يوليو وأنجبوا 5 أطفال: هنري (ولد في 18 مايو 1879)، ويليام (17 يونيو 1882 - 1961)، هيرمان (ولد عام 1884، توفي في مرحلة الطفولة)، مارغريت (مارس 1887) وأليكسندر (الفنان) (ولد في 22 ديسمبر 1890). وصل معظم أجداد ويليام جيمس إلى أمريكا من اسكتلندا أو أيرلندا في القرن الثامن عشر واستقر العديد منهم في شرق نيويورك أو نيوجيرسي، جميع أسلاف جيمس كانوا من البروتستانت المتعلمين جيدًا، وذوي الشخصية وعملوا في مجتمعاتهم كمزارعين وتجار وقد كانوا جميعاً منخرطين بكثافة في كنيستهم. كان آخر من وصل من اسلافه إلى أمريكا هو جده المسمى أيضًا ويليام جيمس حيث جاء إلى أمريكا من بالي جيمس داف الواقعة مقاطعة كافان في أيرلندا في عام 1789 عندما كان يبلغ من العمر 18 عامًا. ويشتبه في أنه كان قد فر إلى أمريكا لأن عائلته حاولت إجباره على الالتحاق بالوزارة. بعد أن سافر إلى أمريكا ولم يبقى بحوزته نقود، وجد وظيفة في متجر كموظف وبعد العمل المستمر، تمكن من امتلاك المتجر بنفسه. أثناء سفره غربًا بحثا عن المزيد من فرص العمل، شارك في وظائف مختلفة مثل صناعة الملح ومشروع قناة إيري. وبعد أن كان عاملاً ذو أهمية في مشروع قناة إيري ومساعدته لألباني في أن تصبح مركزًا رئيسيًا للتجارة أصبح أول نائب لرئيس البنك الألباني للتوفير ما جعله يتحول من مهاجر ايرلندي فقير إلى واحد من أغنى الرجال في نيويورك. بعد وفاته، ورث ابنه هنري جيمس ثروته وعاش في أوروبا والولايات المتحدة باحثًا عن معنى الحياة.

## الحياة المهنية
طوال حياته كان لويليام جيمس تفاعل كبير مع الكتاب والمفكرين اللذين عاصروه مثل رالف والدو إمرسون الذي كان عرابه، وابنه الفكري ويليام جيمس سيدس، بالإضافة إلى كل من تشارلز ساندرز بيرس، برتراند راسل، جوشيا رويس، إرنست ماخ، جون ديوي، ميدونيو فرنانديز، والتر ليبمان، مارك توين، هوراشيو ألجير، ج. ستانلي هول، هنري بيرجسون، كارل يونج، جين آدمز وسيجموند فرويد.
أمضى جيمس تقريباً حياته الأكاديمية كاملة في جامعة هارفارد وعُيّن مدرساً لوظائف الأعضاء في ربيع 1873 وفي نفس العام أصبح مدرساً لعلم التشريح أيضاً، بعدها بثلاث سنوات أي في عام 1876 أصبح استاذاً مساعداً في علم النفس وأُستاذاً مساعداً في قسم الفلسفة عام 1881 وأصبح أُستاذاً في القسم بحلول عام 1885، في عام 1889 مُنح كرسياً في علم النفس قبل أن يعود لقسم الفلسفة عام 1897 ويصبح بروفيسور الفخري في القسم بحلول عام 1907.

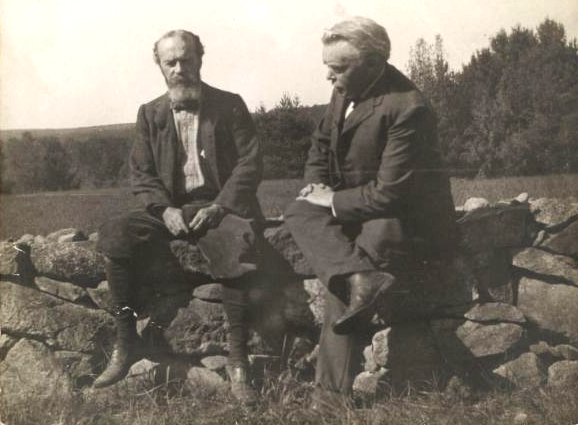
ويليام جيمس ويوشيا رويس عام 1910 في هارفارد

درس جيمس الطب وعلم وظائف الأعضاء وعلم الأحياء وقام بتدريس تلك المواد لكن انجذابه لدراسة العلمية للعقل البشري كان أكثر تأثيراً على شخصيته في الوقت الذي كان فيه علم النفس يشكل نفسه كعلم ومما سهّل معرفة جيمس بهذا المجال هو معرفته لشخصيات مثل هرمان فون هلمهولتز في ألمانيا وبيير جانيت في فرنسا إضافة لتقديمه دورات في علم النفس العلمي في جامعة هارفارد وقد قام بتدريس أول مقرر دراسي تجريبي في علم النفس بجامعة هارفارد في العام الدراسي 1875-1876.
خلال سنواته في جامعة هارفارد انضم جيمس إلى المناقشات الفلسفية مع تشارلز بيرس وأوليفر ويندل هولمز وتشاونسي رايت والتي تطورت لاحقا في عام 1872 لمجموعة عُرفت بشكل غير رسمي باسم النادي الميتافيزيقي. في عام 2001 اقترح لويس ميناند أن هذا النادي سيوفر أساسًا للفكر الأمريكي لعقود قادمة. كان جيمس قد انضك في عام 1898 إلى الرابطة الأمريكية المناهضة للإمبريالية
أثناء عمله في جامعة هارفارد كان لديه عدد من الطلاب الذين أصبحوا فيما بعد شخصيات بارزة مثل بوريس سيدس وثيودور روزفلت وجورج سانتايانا ودو بويز وغرانفيل ستانلي هال رالف بارتون بيري وجيرترود شتاين وهوراس كالين وموريشيل كوهين والتر ليبمان وآلان لوك، وسي آي لويس وماري ويتون كالكينز. إضافة لتتلمذ غابرييل ويلز على يده في جامعة هارفارد في أواخر تسعينيات القرن التاسع عشر.
دائماً ما كانت الكتابات الخاصة بحياة ويليام جيمس لا تخلو من أوقاته التي يقضيها مع طلابه حيث يتحدث طلابه عن شخصيته بطريقة مُلمقة ويذكرون استمتعاهم بطريقة تدريسه الخالية من النزعات الشخصية إضافة للطفه وتواضعه ومواقفه المُتزنة مع الطلاب.
واصل جيمس الكتابة وإعطاء المحاضرات حتّى بعد تقاعده في عام 1907 ونشر أعماله البراغماتية، الكون التعددي، ومعنى الحقيقة.
عانى جيمس من ألم متزايد في القلب في سنواته الأخيرة وساءت صحته كثيراً في عام 1909 عندما كان يعمل على نص فلسفي لم يكمله ونُشر بعد وفاته تحت عنوان بعض مشاكل الفلسفة، في عام 1910 ذهب لأوروبا بهدف أخذ بعض العلاجات التجريبية التي أثبتت عدم نجاحها ليعود في 18 أغسطس إلى منزله قبل أن يتوقف قلبه بشكل كامل في 26 أغسطس 1910 في منزله في تشوكوروا، نيو هامبشاير وتم دفنه في قطعة أرض العائلة في مقبرة كامبريدج.
يُعتبر جيمس أحد أقوى مؤيدي الوظيفة في علم النفس والبراغماتية في الفلسفة كما أنّه مؤسس الجمعية الأمريكية للبحوث النفسية وهو أحد مشجعي الأساليب غير اليكماوية للشفاء كالعلاج النفسي وقد تحدى زملائه المحترفين وأقنعهم بالسماح بتقسسم الوسائل البديلة للعلاج.
في دراسة تجريبية أجراها هاغبلوم (بالإنجليزية: Haggbloom) استخدام خلالها ستة معايير مثل الاستشهادات والاعتراف كان جيمس من بين الأربع عشرة عالم نفس الأكثر شهرة في القرن العشرين.

## كتاباته
كان جيمس غزير الكتابة طوال حياته وقد قام جون ماكديرموت بتصميم ببليوغرافيا عنه تجاوز طولها 47 صفحة
وقد حصل كتابه الصادر عام 1890 مبادئ علم النفس المكون من ألف ومئتي صفحة والمنشور في مجلدين على شهرة واسعة النطاق وقد استغرق ما يقارب اثنى عشر عاماً لإنجازه أمّا علم النفس: الكورس التحضيري الذي كتبه عام 1892 فقد كان مصمماً كمدخل أقل تعقيداً لهذا المجال وقد انتقد في كتابه المدرسة الارتباطية الإنجليزية والهيغلية السائدة في عصره باعتبارهما دوغماتية متنافضة ذات قيمة تفسيرية قليلة وأرادت إعادة تصور العقل البشري على أنه هادف وانتقائي بطبيعته.
في عام 1977استخدم الرئيس الأمريكي جيمي كارتر عبارة المعادل الأخلاقي للحرب والتي ساوى فيها بين أزمة الطاقة في الولايات المتحدة في السبعينيات وأزمة النفط والتضحيات التي تفترضها خطط كارتر التي اقترحها مع المعادل الأخلاقي للحرب، حينها اعتبر الكثير من النقاد أنّ الرئيس الأمريكي استعار أغلب مواضيع الخطاب إضافة لاقتباس جملة جيمس التي لا تُنسى في خطابه الأخير الذي ألقاه عام 1906 في جامعة ستانفورد وتم نشره عام 1910 حيث استخدم عنوان المعادل الأخلاقي للحرب واعتبر أن إحدى المشكلات الكلاسيكية في السياسة: كيف نحافظ على الوحدة السياسية والفضيلة المدنية في ظل غياب الحرب أو التهديد المعقول... «والتي»... تبدو صرخة حشد لخدمة مصالح الفرد والأمة.
يتم ذكر جيمس بصفته واحداً من أهم المفكرين اللذين يُمثلوا أمريكا وكان أيضًا أحد أكثر الكتاب تأثيرًا في الدين والأبحاث الجسدية والمساعدة الذاتية. وقد نُصح بتعليم عدد من التلاميذ اللذين تأثروا بكتاباته ليتابعوا أبحاثه حيث كانت مصدر إلهام للكثيرين.

## وفاته

خبر وفاة ويليام جيمس في جريدة بيتسبورغ بوست في العدد الصادر يوم 27 أغسطس 1910

كان كتاب عالم متعدد الذي صد عام 1909 أخر أعمال ويليام جيمس الصادرة خلال حياته وفي العام الذي يليه ذهب في زيارة أخيرة إلى منزل عائلته الصيفي في تشوكوروا في نيو هامبشاير وتوفي هناك عن عمرٍ يناهز 68 عام بسبب قصور في القلب في 26 أغسطس 1910.
كتب المؤرخ غولييلمو فيريرو في 22 سبتمبر خطاباً قال فيه: 
لن ينسى الرجال لا في أوروبا ولا في أمريكا تلك البساطة والشجاعة المتواضعة التي تحلى بها طالب الفلسفة هذا. إن الناس ليست فقط بحاجة للنصائح الفلسفية والعلمية ولكن أيضًا إلى السلام والسعادة والتوازن الأخلاقي والصفاء، وأعلن أنه لا يمكن اعتبار أي عقيدة فلسفية مناسبة مهما كانت أسسها المنطقية صلبة إلا إذا كانت ترضي التطلعات الكامنة في أعماق العقل

## نظرية المعرفة
يُعرف جيمس المعتقدات الصحيحة بأنّها المعتقدات التي تُثبت فائدتها للمؤمن بها وقد كانت نظريته البراغماتية عن الحقيقة عبارة عن تطوير لنظرية المطابقة للحقيقة ونظرية التماسك للحقيقة وإضافة لهم بعض الأبعاد حيث يجب أن تتوافق الحقيقة مع البيانات والأفكار الفعلية إضافة لتماسكها وقدرتها على تفسير الألغاز ويجب أن يتم التحقق من النتائج المتوقعة من خلال التطبيق
أقدم أجزاء الحقيقة لم تكن مرنة وتم تطوريها لتتناسب مع الغايات البشرية، إضافة لتطوير البشر لحقائق سابقة والاستفادة من الملاحظات الجديدة. ببساطة فإن الحقيقة الموضوعية هي الحقيقة التي تم تأسيسها لأجل إرضاء الجنس البشري، في أي مكان الأشياء التي تجعلنا نسمي الأشياء الصحيحة هي سبب صحتها

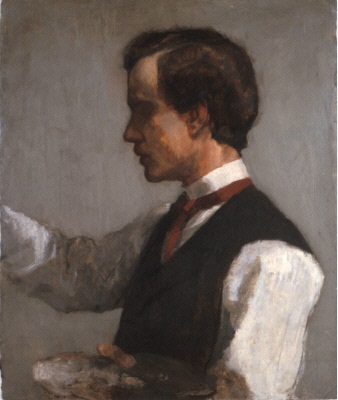
بورتريه لويليام جيمس عام 1859

بشكل عام فإن وجهة نظر جيمس كانت متماشية إلى حد كبير مع البراغماتية فقد أعلن أن قيمة أي حقيقة تعتمد على استخدامها من قبل الشخص الذي يحملها، أما بالأفكار التي أضافها جيمس للبراغماتية فهي القول بأن العالم عبارة عن فسيفُساء مكون من تجارب متنوعة لا يمكن فهمها إلاّ من خلال تطبيق التجريبية الراديكالية المختلفة عن التجريبية العلمية والتي تؤكد على عدم إمكانية توقف العالم والتجربة أبداً من أجل تحليل موضوعي تماماً حيث لا بدّأن يؤثر عقل المُراقب على أي عملية تجريبية فالعقل وخبراته والطبيعة أشياء لا يُمكن فصلها. ضلّ جيمس يركز بشكل كبير على التنوع باعتباره الشرط البشري الافتراضي إضافة للتركيز على الثنائية وضدها خصوصاً الثنائية الديالكتيكية الهيجلية التي حافظت على تأثير كبير في الثقافة الأمريكية. كان وصف تيار الوعي الذي أطلقه جيمس لوصف العلاقة بين العقل والعالم تأثير كبير على الأدب والفن الطليعي والحداثي لا سيما في حالة جيمس جويس.
في كتابه «ما تعنيه البراغماتية» الصادر عام 1906 اختصر جيمس أفكاره عن النقطة المركزية للحقيقة:
إن الحقائق تنبثق من خلال الحقائق الأُخرى ثم تتحد معها وتُضيف إليها أي أن الحقائق التي نعرفها ستخلق نفسها حقائق جديدة وهكذا إلى ما لا نهاية، في نفس الوقت فإن الحقائق نفسها ليست صحيحة هي فقط أفكار تُلبي وظيفة المعتقدات التي تبدأ وتنتهي فيما بينها
حققت كلمات جيمس نوعاً من الاختلاف في تفسيرها فقد قال ريتشارد رورتي بأنّه لم يقصد إعطاء نزرية للحقيقة بهذا البيان وأنّهُ لا ينبغي علينا أن نأخذ الأمر بهذا التفسير لكن رغم تفسير رورتي فهناك علماء آخرون للبراغماتية مثل سوزان هاك وهوارد موونس لم يتفقوا مع رورتي في التفسيرات الذرائعية التي أعطاها لجيمس.
في كتابه الصادر عام 1909 بدا أن جيمس يتحدث عن مفهوم الحقيقة بشكل نسبي في إشارة واضحة لنقاد البراغماتية: يبدو أن مشكلة النقاد هي في كلمة «حقيقة» فهم دائماً يأخذونها بشكل غير نسبي بينما البراغماتية تعني دائماً «صحيح بالنسبة لمن يختبر الأعمال». رغم ذلك كان رد جيمس على متهميه بالنسبية أو الشك أو اللاادارية بأنه يؤيد موقف الواقعية المعرفية.

### البراغماتية و«القيمة النقدية»
البراغماتية هي مذهب فلسفي يهدف إلى تعريف الحقيقة وحل القضايا الميتافيزيقية، يُوضح جيمس كيفية تطبيق طريقته على شكل قصّة بسيطة: 
المفروض هو أن يتشبث السنجاب بجذع الشجرة في الجهة المقابلة التي سيتصور أن الشخص خلفها، سيحاول الشخص رؤية السنجاب وهو يتحرك بسرعة لكن وبغض النظر عن سرعته فإن السنجاب يتحرك دائماً بالاتجاه المعاكس مُبقياً على جذع الشجرة بينه وبين الرجل الذي يطارده. النتيجة الميتافيزيقية ترى أن المشكلة الآن هي: هل يدور الرجل حول السنجاب أم لا؟ 

يجد جيمس الحل لهذا المشكلة من خلال التميز بين المعنى العملي وبين المصطلح بحد ذاته ومعانية الجولة أو الدائرة بمعنى أن الشخص يحاصر السنجاب من الشمال والجنوب والغرب والشرق أي أنه يحتل مساحة مواجهة لبطن السنجاب وظهره وجوانبه لكنه غير قادر على محاصرة فعل الدوران الذي يقوم به السنجاب، من هذا المثال اشتق جيمس تعريف الطريقة البراغماتية التي تقول: لتسوية الخلافات الميتافيزيقية يجب على المرء التمييز بين النتائج العملية والمصطلحات فالجواب إما واضح أو الخلاف خامل، وقد صاغ كُلاً من جيمس وصديقه تشارلز ساندرز بيرس مصطلح القيمة النقدية: 
عندما قال ذلك كان يقصد أن المعنى الكامل للمفهوم أو المعنى الأكثر وضوحاً يتكون من جميع نتائجه العملية، لقد كان يعتقد أن المفهوم الهادف يجب أن يكون له نوع من القيمة النقدية ويجب أن يكون بطريقة ما قادراً على الارتباط بأحد أنواع الملاحظات التجريبية الممكنة في ظروف معينة
 يمكننا التحقق من مصداقية المفاهيم من خلال تطابقها مع الواقع وآثارها الملموسة لتحويل الأفكار إلى المرحلة التنفيذية، فمثلاً يُعمم جيمس البراغماتية للحديث عن فرضية الله: في المبادئ البراغماتية فإذا كانت فرضية الله تعمل بشكل مرضِ بمعناها الواسع فهي صحيحة، لكن المشكلة هي في بنائها وتحديدها حيث يجب أن تتحد بشكل سلس مع جميع الحقائق العلمية الأُخرى. من هذا المبدأ فإنّه أي حقيقة جديدة يجب أن تتوافق مع الحقائق الموجودة أيضا.
في مقدمة بروس كوليك التي كتبها عام 1981 التي كتبها عن براغماتية جيمس:
ذهب جيمس لتطبيق الطريقة البراغماتية على مشكلة الحقيقة المعرفية، كان يريد أن يصل لمعنى صحيح من خلال دراسة وفهم طريقة عمل الأفكار في حياتنا وقد قال أن الاعتقاد صحيح في حال كان الاعتقاد يعمل لصالحنا جميعاً ويوجهنا بسرعة نحو عالمنا. أراد جيمس أن يكشف عن ماهية المعتقدات الحقيقة في حياة الإنسان وما هي «قيمتها النقدية» وما هي النتائج التي أدت إليها فلا يمكن للاعتقاد أن يكون متوافق بطريقة غامضة مع الواقع الخارجي إذا كان اعتقاد صحيح فالمعتقدات تمثل رُكن للإشارة للبيئة والقول بأنّها صحيحة يعني أنّها فعالة لهذه البيئة وبهذا المعنى طبقت النظرية البراغماتية للحقيقة الأفكار الداروينية في الفلسفة، أي أنّها جعلت البقاء على قيد الحياة اختبار لِلّياقة الفكرية وكذلك اللياقة البيولوجية

يمكن القول أن كتاب جيمس عن البراغماتية المكون من محاضراته أكثر الكتب تأثيرا في الفلسفة الأمريكية حيث تُعتبر محاضراته هي تصوير لموقفه من البراغماتية. في محاضرته السادسة عَرّف جيمس البراعماتية على أنّها الاتفاق مع الواقع ، حيث هنا تُصبح أفكاره أكثر وضوح فهو يريد الوصول لتفسيرات أكثر عملية باعتبار الفكرة أو المعتقد الحقيقي هو الذي يمكننا مزجه مع تفكيرنا بحيث يمكن تبريره من خلال التجارب،
وقد أوضح جيمس بأن إثبتت الأفكار اللاهوتية قيمتها في الحياة الملموسة يعني أنّها صحيحة بالنسبة للبراغماتية بمعنى أوضح فهي أفكار جيدة للكثير من الناس لكن لأي مدى هي صحيحة فهذا يعني الإعتماد على علاقاتها بالحقائق الأخرى التي يجب أيضًا الاعتراف بها.
عندما يؤدي اتفاق الحقائق مع الواقع لنتائج مفيدة فإن الحقائق والوقائع يجب أن تتفق في ثلاثة أبعاد:
1. يوجد في الحقائق يوجد في الواقع
2. انسجام في العلاقات والأفكار
3. يجب أن تتكامل الحقائق الجديدة مع القديمة

وفقاً لمقاربة جيمس البراغماتية فإن المعرفة بشكل عام هي الإعتقاد المُمتلك للتبريرات والصحيح حيث أنّه يقبل أي وجهة نظر حال تم تحليل مفهومها عن الحقيقة وتبريرها بالتفسيرات المناسبة بطريقة براغماتية، بشكل عام يمكن القول بأن فلسفة ويليام جيمس هي معتقدات مُنتجة.
ينطوي الإيمان بأي بمعتقد على تصوره إذا حقيقياً أمّا الكُفر فهو نتيجة تجاهل شيء ما لتعارضه مع معتقدات نظن أنّها حقيقية، في كتابه الشعور بالعقلانية يعتبر القول بأن المعتقدات الحقيقية غير معروفة هو في حد ذاته تشكيك في حقيتها ويسمي أربع افتراضات للعقلانية باعتبارها ذات قيمة عالية لكنها مستخيلة الإدراك وهي: الله، الفسق، الحرية، والواجب الأخلاقي.
في المقابل فإن ضعف البراغماتية يكمن في أن أفضل مبرر للاعتقاد هو ما إذا كان يعمل ورغم ذلك فإن الإدعاء غير المقرون بالنتائج لا يُمكننا تبريره أو عدم تبريره فهو أصلاً لم يُحدث فرق «لا يمكن أن يكون هناك فرق لا يحدث فرقا»
تحدث جيمس عن الهدف النهائي للبراغماتية بوصفه محاولة تفسير كل فكرة من خلال تتبع نتائجها العلمية لكنه لم يوضح ما يقصده «بالنتائج العلمية». صديق جيمس وزميله وأحد مؤسسي المعتقدات البراغماتية تشارلز س. بيرس يتعمق أكثر في تحديد هذه النتائج فبالنسبة له "العواقب التي نهتم بها عامة وواضحة" وقد شرح ذلك أيضًا في مقاله كيفية توضيح الأفكار لعام الصادر عاك 1878 حيث قدم قاعدة تسمح للفرد بتفسير النتائج على حسب درجاتها من الوضوح والإدراك.
في وصفه لكيفية اشتقاق كل شيء من الإدراك يستخدم بيرس مثال عقيدة الاستحالة ليُظهر وصفاً دقيقاً لتعريف النتائج العملية. يفسر البروتستانت الخبز والنبيذ في القربان المقدس على أنهما لحم ودم بمعنى شخصي فقط في حين أن الكاثوليك يصفونهم بأنهم لحم ودم حقيقيون حتى مع الخصائص الفيزيائية للخبز والنبيذ. لكن بالنسبة للجميع لا يمكن أن تكون هناك معرفة بخمر وخبز القربان المقدس ما لم يثبت أن الخمر والخبز يمتلكان خصائص معينة أو أن أي شيء يتم تفسيره على أنه دم وجسد المسيح هو دم وجسد المسيح. بهذا يعلن بيرس أن «لعملنا إشارة حصرية لما يؤثر على الحواس» وأنّه لا يمكننا أن نعني شيئًا باستحالة الجوهر أكثر من «ما له تأثيرات معينة، مباشرة أو غير مباشرة، على حواسنا». هنا يظهر التأثير البراغماتي لجيمس على بيرس في أن ما يعتبره نتيجة عملية أو تأثير هو ما يراه بيرس مؤثراً على حواس المرء وما هو مفهوم في العالم الطبيعي.
بشكل عام لم يعمل جيمس لفهم النتائج العملية وهذا ما فعله بيرس أيضاً، إضافة أن جيمس لا يتحدث عن تأثير هذه النتائج على الحواس كما فعل بيرس ثم يطرح السؤال التالي: ماذا يعني أن تكون عمليًا؟ ربّما كان جيمس يقصد أكبر عدد من النتائج الإيجابية (في ضوء النفعية) وهي نتيجة تأخذ في الاعتبار وجهات النظر الأخرى (مثل وصوله لحل وسط بما يخص العطاء وطرق التفكير الصعبة)، أو ربّما كان يقصد طريقة مختلفة تماماً فهو لم يوضح ما هي النتيجة التي تُناسب الواقع وما هي النتيجة التي لا تُناسبها، إن أكثر ما يمكننا الحصول عليه هو إخبار جيمس لجمهوره بأن يوازنوا الفرق الذي سيحدث عملياً لأي شخص إذا تعرض لرأي صحيح على رأي آخر، ورغم ذلك فهو لم يحدد أبداً الطريقة التي يوازن بها المرء الفرق بين رأي على آحر، وهنا يظهر الخلل في حجته حيث أنّه من الصعب فهم كيفية تحديد هذه النتائج العملية التي يشير إليها باستمرار في جميع أعماله ليتم قياسها أو تفسيرها.

### ارادة الاعتقاد
في محاضرة ألقاها ويليم جيمس بعنوان «إرادة الإيمان» دافع عن مهاجمة مبدأ الاثباتية من أجل تبرير الفرضيات، تنبأت هذه الفكرة بالانتقادات التي تلقتها الإثباتية في القرن العشرين من خلال فلسفته البراغماتية يبرر جيمس المعتقدات الدينية باستخدام أفكار قائمة على الافتراض كدليل لدعم صحة المعتقد لذلك تسمح هذه المعتقدات للفرد بافتراض وجود الله وإثبات وجوده لما يجلبه هذا الإعتقاد من فائدة على حياة المرء.
تم انتقاد هذه الفكرة من قبل الشكوكيين مثل برتراند راسل في الفكر الحر والدعاية الرسمية وألفرد هنري لويد في إرادة الشك حيث جادل كلاهما بأن على المرء دائماً أن يلتزم بالخطأ وأن يعترف بأن المعرفة البشرية كاملةً لا يوجد فيها عنصر صحيح تماماً وكلها تحتوي على جانب من الغموض والخطأ وأن الوسيلة الوحيدة للتقدم هي عدم الافتراض والاقتراب من اليقين والحقيقة وفحص جميع الجوانب دائماً للوصول للنتيجة الأكثر موضوعية.

## الإرادة الحُرّة
خلال بحثه عن حقائق علم النفس طوّر جيمس نموذجه المكون من مرحلتين للإرادة الحرّة حيث حاول شرح طريقة تدخُل الناس في اتخاذ القرارت وما هي العوامل المؤثرة في القرار وهنا يحدد أولاً قدرة الشخص الأساسية على الاختيار باعتبارها إرادة حرّة ثم يحدد عاملين وهما الفرصة والاختيار.
نموذج جيمس ذو المرحلتين يفصل بشكل فعال الصدفة (العنصر الحر غير الحتمي) عن الاختيار (قرار محدد يمكن القول إنه يتبع سببياً من الشخصية والقيمة إضاقة لأهمية دور المشاعر والرغبات في لحظة اتخاذ القرار).
يجادل جيمس بأن مسألة الإرادة الحرة تدور حول «المصادفة» المبنية على أن بعض الأحداث هي احتمالات حيث أنّها يمكن أن تحدث لكنها غير مضمونة. الصدفة مصطلح محايد (في هذه الحالة ليس مصطلحاً إيجابيًا بطبيعته «ولا غير منطقي في جوهره وغير معقول» وهو دلالات عادة ما يكون لها)؛ المعلومات الوحيدة التي تقدمها الصدفة عن الأحداث التي تنطبق عليها هي أنها منفصلة باقي الأشياء فهي خارجة عن السيطرة وليست مؤمنة ولا هي ضرورية لأشياء أُخرى. أصبحت الفرصة ممكنة فيما يتعلق بأفعالنا لأن مقدار جهودنا عرضة للتغيير، إذا كان مقدار الجهد الذي نبذله في شيء ما محددًا مسبقًا فإن أفعالنا محددة مسبقًا.
فيما يتعلق بالجهد فإن الإرداة الحرة تَخلق توازناً بين المثاليات والميول للأشياء التي تراها أفضل مقابل الأشياء التي يسهُل القيام بها دون جهد حيث أن الميول تسبق المثاليات ولكي تتصرف وفقاً لمُثلك العليا يجب أن تقاوم الأشياء الأسهل وهذا لا يمكن فعله إلاّ بالجهد. يقول جيمس أن سؤال الإرادة الحرة بسيط وهو يتعلق فقط بمقدار جهد الانتباه أو الموافقة الذي يمكننا تقديمه في أي وقت.

الفرصة هي العنصر الحر وهي الجزء التي لا يمكن التحكم به، يعتبر جيمس في نموذجه أن الفرصة سابفة للاختيار حيث في لحظة اتخاذ القرار نمتلك الفرصة بالموافقة أو عدمها ثم يأتي فإمّا الموافقة على القرار أو لا، أي أننا نقوم بالاختيار بناءً على التجارب المختلفة التي عشناها بالسابق أو من خلال الملاحظات التي تلقيناها من لآخرين:
إن توفير أفكار الحركات المختلفة التي قمنا بها في السابق والتي تُركت في الذاكرة من خلال تجارب أدائها غير الطوعي هي الشرط الأول للحياة التطوعية
اعتبر جيمس أن اتخاذ القرارات في الماضي هو عبارة عن تجارب يتم تخزينها في الذاكرة ويمكن الرجوع إليها واستخلاص الحلول الايجابية في العمليات التي تليها. أثناء تطويره لنموذجه كافح لأجل اعتبار الإرادة الحُرّة هي في الواقع إما حُرّة أو محددة مسبقاً حيث
يستطيع الناس إصدار الأحكام بالندم، بوجود الأخلاق أو عدمها لكن إن لم يستطيعوا فهذا يعني أن الإرادة غائبة ومحددة سلفاً. مثالاً على ذلك يقول جيمس: إن المشكلة هي شخصية للغاية وأنّه لا يستطيع أن يتخيل الكون مكان تحدث فيه جرائم القتل.
بشكل أساسي إذا لم يكن هناك ندم أو أحكام فلن يتم اعتبرا الأشياء السيئة سيئة، سيتم تحديد الأحكام مسبقاً لأنّه لا توجد خيارات «جيدة» و«سيئة»، خيار الإرادة الحرة أكثر صدقاً من الناحية الواقعية لأنه يتلاءم بشكل أفضل مع أحكام الندم والأخلاق. يستخدم جيمس هذا الأسلوب من التفكير لإثبات أن إرادتنا حرة حقًا بسبب قوانين الأخلاق التي لدينا والأكوان المتوازية التي يمكن تصورها حيث يعتبر القرار مختلفًا عما اخترناه.

في «إرادة الاعتقاد»، أكد جيمس أن إرادته كانت حرة واصفاً ذلك بأنه أول عمل من أعمال الحرية الذي يقوم به، لقد اختار الاعتقاد بالإرادة الحرة وقد شجعه على القيام بذلك قراءة تشارلز رينوفييه حيث شجعت كتاباته جيمس بالتحول من الأٌحادية إلى التعددية. كتب جيمس في مذكراته بتاريخ 30 أبريل 1870:
أعتقد أن الأمس كان أزمة في حياتي، أنهيت الجزء الأول من مقالات رينوفر الثانية ولا أرى أي سبب يجعل تعريفه للإرادة الحرة: الحفاظ على الفكرة التي أخترتها عندما يكون لدي أفكار أخرى، لا بد أن يكون هذا التعريف من الوهم لكن وبكل الأحوال سأفترض في الوقت الحاضر - حتى العام المقبل - أن هذا ليس وهمًا وسيكون أول عمل لي بالإرادة الحرة هو الإيمان بالإرادة الحرة.
خلال مناضراته مع طلاب مدرسة اللاهوت في جامعة هارفارد وضع جيمس شروط المناقشات المستقبلية للحتمية والتوافق وقد نُشرت هذه المناضرات تحت عنوان «معضلة الحتمية» عام 1984 حيث عرّف جيمس المصطلحات الشائعة للحتمية الصعبة والحتمية الناعمة (يُطلق الآن بشكل أكثر شيوعًا على هذا التوافقية)
كانت الحتمية القديمة هي ما يمكن أن نسميه الحتمية الصعبة ولم تقم بتقليص كلمات مثل الموت، العبودية، الإرادة، والضرورة وما شابه ذلك أمّا في الوقت الحتضر فلدينا حتمية ناعمة تكره الكلمات القاسية وتنصل من الموت والضرورة وحتى القدر المحتوم تقول إن اسمها الحقيقي هو الحرية لأن الحرية هي الضرورة المفهومة فقط:149.
وقد زصف جيمس التوافقية بأنها «مستنقع المراوغة»:149 مثل أفكار توماس هوبز وديفيد هيوم -إن الإرادة الحرة كانت ببساطة التحرر من الإكراه الخارجي- وقد وصفها إيمانويل كانط بأنّها «حيلة بائسة». أمّا اللاحتمية فهي تُمثل الإيمان بالحرية التي ترى أن هناك درجة من الاحتمالية لا تحتاجها بعض الحقائق كلمة «بعض» في هذا التعريف مهمة في حجة جيمس لأنها تترك مجالًا لقوة أعلى ولا تتطلب أن تكون جميع الأحداث عشوائية. على وجه التحديد لا تقول اللاحتمية أنه لا توجد أحداث مضمونة أو مرتبطة بأحداث سابقة بل تقول بدلاً من ذلك أن بعض الأحداث غير مضمونة وبعضها الآخر يحتمل الصدفة. في نموذج جيمس للإرادة الحرة يكون الاختيار حتميًا ويحدده الشخص الذي يصنعه، وهو "يتبع بشكل عرضي شخصية المرء وقيمه، وخاصة المشاعر والرغبات في لحظة اتخاذ القرار." من ناحية أُخرى فإن الصدفة تدخل ضمن اللاحتمية وتتعلق بالاحتمالات التي يمكن أن تحدث لكنها غير مضمونة ، اعتبر جيمس أن صدفة خراج الحتمية والصلابة واللُّيونة لأنّها «اللاحتمية»:153.
إن أساس فكرة الحتمية هية الكراهية لمبدأ الصدفة وفكرة الاحتمال البديل، هذا الاعتراف بأن أياً من الأشياء قد يحدث يُمثل اسماً ملتوياً للحظ.
طلب جيمس من طلابه التفكير في اختياره للعودة إلى المنزل من قاعة المحاضرات إلى لويل:155:
خيار العودة إلى المنزل بعد المحاضرة هل المقصود به أنه أمر غامض أو أنه مسألة صدفة فقط؟ هذا يدل أنّ كلا من شارع ديفنتي أفيني وشارع أكسفورد لا يُطلق عليهما سوى اسم واحد، وأن أحدهما يجب أن يكون من ضمن الخيارات..
من خلال هذا المثال البسيط وضع جيمس في الوقت الحاضر مرحلتين لاتخاذ القرار بمحض الصدفة من الخيارات العشوائية مما أدى إلى اختيار احتمال واحد يحول المستقبل الغامض إلى ماض بسيط غير قابل للتغيير. يفصل نموذج جيمس ذو المرحلتين الصدفة التي تمثل الاحتمالات البديلة غير المحددة عن الاختيار المُمثل للفعل الحر للفرد والذي لا تؤثر عليه العشوائية. بعد جيمس استخدم عدد من المفكرين هذا النموذج مثل هنري بوانكاريه وآرثر هولي كومبتون وكارل بوبر.

## فلسفة الدين
أنجز جيمس عمل مهم في الفلسفة الدينية وقدم في محاضرات جيفورد التي القاها في جامعة إدنبرة وصفًا واسع النطاق لأصناف الخبرة الدينية (1902) وقام بتفسيرها وفقًا لميوله البراغماتية. وقدم عدد من الإدعاءات أبرزها:
- يجب أن تكون العبقرية الدينية (الخبرة) الموضوع الأساسي في دراسة الدين بدلاً من المؤسسات الدينية لأن المؤسسات هي مجرد سليل اجتماعي للعبقرية.
- يجب أن يبحث علماء النفس عن الأنواع الشديدة، وحتى المرضية من الخبرة (الدينية أو غير ذلك) لأنها تمثل الشيء الأقرب إلى مجهر العقل أي أنها تُظهر لنا بشكل مُكبر جدا العمليات الطبيعية للأشياء.
- من أجل تفسير مفيد للعالم المشترك، الخبرة والتاريخ المشتركين، يجب أن يتأكد كل منا من «الإفراط في المعتقدات» المعينة في الأشياء التي لا يمكن إثباتها على أساس الخبرة، والتي تساعدنا على عيش حياة أكمل وأفضل.
- يمكن رؤية مجموعة متنوعة من الخصائص داخل فرد واحد. هناك عناصر اللاوعي التي تشكل الأجزاء المتناثرة من الشخصية. هذا انعكاس لانفصال أكبر هو الفصل بين العلم والدين.

التصوف الديني هو نصف التصوف فقط، والنصف الآخر يتكون من الجنون وكلاهما يقعان في موقع مشترك في «منطقة اللاوعي أو العابرة للحدود».
قام جيمس بالتحقيق في التجارب الصوفية طوال حياته مما دفعه إلى تجربة هيدرات الكلورال (1870)، ونتريت الأميل (1875)، وأكسيد النيتروس (1882)، والبيوت (1896).
ادعى جيمس أنه لم يكن قادرًا على فهم جورج فيلهلم فريدريش هيغل إلا عندما كان تحت تأثير أكسيد النيتروز وخلص إلى أنه في حين أن إعلانات الصوفي صحيحة فإنها تنطبق فقط على الصوفي أمّا بالنسبة للآخرين، فهي بالتأكيد أفكار يجب أخذها في الاعتبار لكن لا يمكنها أن تدعي الحقيقة دون خبرة شخصية في ذلك.
الفلسفة الأمريكية: موسوعة تصنفه كإحدى الشخصيات التي «اتبعت نهجًا أكثر وحدة الوجود أو ربوبية كلية برفض وجهات نظر الله على أنها منفصلة عن العالم».

## التصوف
قدم ويليام جيمس وصفًا للتجربة الصوفية في مجموعته الشهيرة من المحاضرات التي نُشرت عام 1902 تحت عنوان «تنوع التجربة الدينية» وقدم الكثير من المعايير لوصف التجربة هي على النحو التالي:
- السلبية - الشعور بالإمساك من قبل قوة خارقة لا تخضع لسيطرتك.
- عدم القابلية للوصف - لا توجد طريقة مناسبة لاستخدام اللغة البشرية لوصف التجربة.
- عقلي - الحقائق العالمية التي لا يمكن الحصول عليها في أي مكان آخر.
- عابر - التجربة الصوفية ليست سوى تجربة مؤقتة.

كان جيمس يفضل التركيز على التجربة البشرية مما دفعه إلى البحث في العقل الباطن كان هذا مدخل التحول اليقظ للحالات الصوفية حيث تمثل الدول الصوفية ذروة التجربة الدينية وهذا ماساعد في فتح عملية جيمس الداخلية لاكتشاف الذات.

## الغرائز
تأثر جيمس مثل سيغموند فرويد بنظرية داروين في الانتقاء الطبيعي. وبدا ذلك واضحًا في جوهر نظريته في علم النفس كما عرفها في كتابه مبادئ علم النفس (1890) حيث كتب بأن البشر لديهم غرائز كثيرة حتى أن غرائزهم تفوق غرائز الحيوانات. وقال إن هذه الغرائز يمكن تجاوزها بالتجربة ومن قبل بعضها البعض، فالعديد من الغرائز كانت في الواقع في صراع مع بعضها البعض. رغم أعمال جيمس إلا أنّه في العشرينات من القرن الماضي ابتعد علم النفس عن نظرية التطور وتَبَنَّى السلوكية الراديكالية.

## نظرية العاطفة

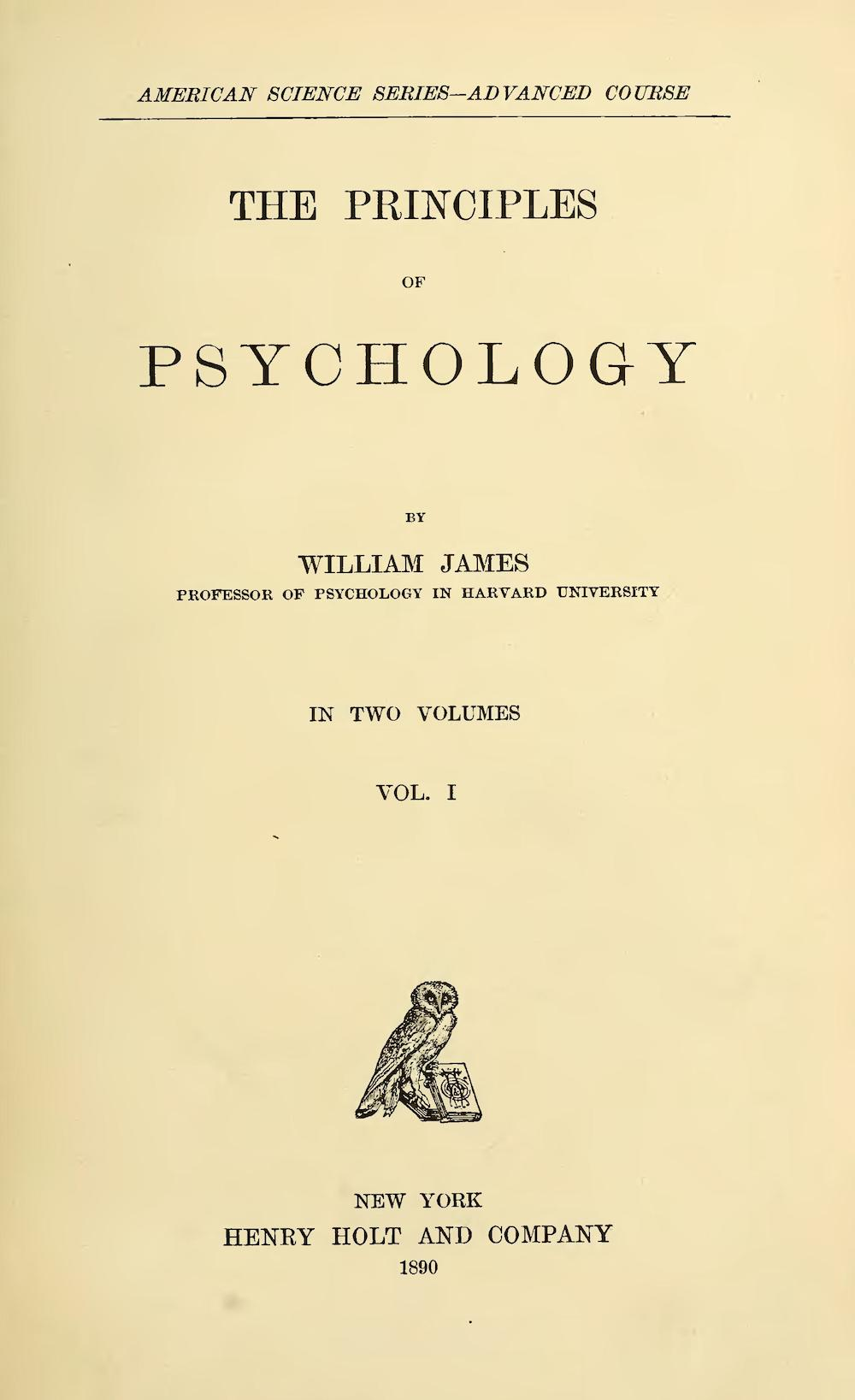
غلاف كتاب مبادئ علم النفس

جيمس هو أحد الاسمين اللذين يحملان اسم نظرية جيمس لانج للعاطفة، التي صاغها بشكل مستقل عن كارل لانج في ثمانينيات القرن التاسع عشر. تقول النظرية أن العاطفة هي إدراك العقل للظروف الفسيولوجية التي تنتج عن بعض التحفيز حيثُ هناك مثال يُستشهد جيمس به كثيرًا، فيقول ليس أننا نرى دبًا نخافه ونهرب أمّ أننا نرى دبًا ونركض وبالتالي نخشى الدب. إن معرفة عقولنا لمستوى الأدرينالين الأعلى ونبض القلب وما إلى ذلك هو المشاعر.
هذه الطريقة في التفكير في العاطفة لها عواقب وخيمة على فلسفة الجماليات وكذلك على فلسفة وممارسة التعليم وقد وضح جيمس ذلك في عمله مبادئ علم النفس:
يجب أن نصر على الفور على أن العاطفة الجمالية، النقية والبسيطة، والمتعة التي تمنحنا إياها بعض الخطوط والكتل المعينك ، ومجموعات الألوان والأصوات ، هي تجربة مثيرة تمامًا ، وشعور بصري أو أذني أساسي ، وليس بسبب الانعكاسات العكسية للأحاسيس الأخرى التي أثيرت على التوالي في أماكن أخرى. إلى هذه المتعة الأولية والفورية البسيطة في بعض الأحاسيس النقية والتوليفات المتناغمة منها ، يمكن ، في الحقيقة ، إضافة ملذات ثانوية ؛ وفي التمتع العملي للأعمال الفنية من قبل الجماهير البشرية ، تلعب هذه الملذات الثانوية دورًا كبيرًا. ومع ذلك ، كلما كان ذوق المرء أكثر كلاسيكية ، كانت الملذات الثانوية التي يشعر بها أقل أهمية نسبيًا ، بالمقارنة مع تلك الخاصة بالإحساس الأساسي كما يأتي. وتخوض الكلاسيكية والرومانسية معاركهما حول هذه النقطة
.
تم تطوير نظرية العاطفة أيضًا بشكل مستقل في إيطاليا من قبل عالم الأنثروبولوجيا جوزيبي سيرجي.

### دب ويليام جيمس
من وصف جوزيف ليدوكس لمشاعر ويليام جيمس:
لماذا نهرب إذا لاحظنا أننا في خطر؟لأننا نخاف مما سيحدث إذا لم نفعل ذلك.هذه الإجابة الواضحة على سؤال يبدو تافهاً كان الشغل الشاغل لنقاش دام قرنًا حول طبيعة عواطفنا.
بدأ كل شيء في عام 1884 عندما نشر ويليام جيمس مقالًا بعنوان «ما هي المشاعر؟» ظهر المقال في مجلة فلسفية تسمى العقل ، حيث لم تكن هناك مجلات علم نفس بعد.. كان مهمًا ، ليس لأنه أجاب بشكل قاطع على السؤال الذي طرحه ، ولكن بسبب الطريقة التي صاغ بها جيمس إجابته.لقد تصور عاطفة من حيث سلسلة من الأحداث التي تبدأ مع حدوث منبه مثير (الجهاز العصبي الودي أو الجهاز العصبي السمبتاوي)؛ وينتهي بشعور عاطفي ، تجربة عاطفية واعية.. لا يزال الهدف الرئيسي لابحاث المشاعر هو توضيح تسلسل التحفيز إلى الشعور - لمعرفة العمليات التي تأتي بين التحفيز والشعور.
شرع جيمس في الإجابة على سؤاله بطرح سؤال آخر: هل نهرب من الدب لأننا خائفون أم خائفون لأننا نركض ؟لقد اقترح أن الإجابة الواضحة ، هي أننا نركض لأننا خائفون ، كانت خاطئة ، وبدلاً من ذلك جادل في أننا خائفون لأننا نجري:
طريقتنا الطبيعية في التفكير... العواطف هي أن الإدراك العقلي لبعض الحقائق يثير العاطفة الذهنية التي تسمى العاطفة ، وأن هذه الحالة الأخيرة للعقل تؤدي إلى التعبير الجسدي.نظريتي ، على العكس من ذلك ، هي أن التغيرات الجسدية تتبع بشكل مباشر إدراك الحقيقة المثيرة ، وأن شعورنا بنفس التغييرات التي تحدث هو الشعور (الذي يطلق عليه داماسيو «الشعور»).
كان جوهر اقتراح جيمس بسيطًا حيث كان مبنيًا على حقيقة أن العواطف غالبًا ما تكون مصحوبة باستجابات جسدية (ضربات القلب المتسارعة ، والمعدة الضيقة ، وراحة اليد المتعرقة ، والعضلات المتوترة ، وما إلى ذلك ؛ والجهاز العصبي الودي) وأنه يمكننا أن نشعر بما يجري داخل أجسامنا إلى حد كبير كما يمكننا أن نشعر بما يجري في العالم الخارجي ووفقًا لجيمس فإن العواطف تشعر باختلاف الحالات الذهنية الأخرى لأن لديهم هذه الاستجابات الجسدية التي تؤدي إلى ظهور أحاسيس داخلية ، وتشعر المشاعر المختلفة باختلاف بعضها البعض لأنها مصحوبة باستجابات جسدية وأحاسيس مختلفة.على سبيل المثال ، عندما نرى دب جيمس ، نهرب بعيدًا. خلال عملية الهروب هذه ، يمر الجسم باضطراب فسيولوجي: يرتفع ضغط الدم ، ويزيد معدل ضربات القلب ، وتتوسع حدقة العين ، وتتعرق راحة اليد ، وتتقلص العضلات بطرق معينة (آليات دفاع فطرية تطورية).أنواع أخرى من المواقف العاطفية ستؤدي إلى اضطرابات جسدية مختلفة.في كل حالة ، تعود الاستجابات الفسيولوجية إلى الدماغ في شكل أحاسيس جسدية ، ويمنح النمط الفريد للتغذية الراجعة الحسية كل عاطفة جودتها الفريدة.يختلف الشعور بالخوف عن الغضب أو الحب لأن له بصمة فسيولوجية مختلفة (الجهاز العصبي السمبتاوي للحب).الجانب الذهني للعاطفة فالشعور هو عبد لفيزيولوجيته ، وليس العكس: نحن لا نرتجف لأننا نخاف أو نبكي أو لأننا نشعر بالحزن بل نخاف لأننا نرتجف ونحزن لأننا نبكي.

## فلسفة التاريخ
يتعلق أحد الانقسامات القديمة في فلسفة التاريخ بدور الأفراد في التغيير الاجتماعي.
أحد الآراء ترى أن الأفراد (كما رأينا في قصة مدينتين لديكنز وكتاب الثورة الفرنسة،  تاريخ لتوماس كارليل) هم القوة المحركة للتاريخ والمجتمع باعتباره الصفحة التي يكتبون فيها أعمالهم. بينما ترى الآراء الأُخرى المجتمع يتحرك وفقًا لمبادئ أو قوانين شاملة والأفراد هم جنود بلا رغبة إلى حد ما. في عام 1880 خاض جيمس جدالاً مع «الرجال العظماء والأفكار العظيمة والبيئة» وهو مقال نُشر في مجلة ذا أتلانتيك الشهرية انحاز خلاله إلى كارليل ولكن دون دعم فكرة كارليل بالتركيز أحادي الجانب على المجال السياسي-العسكري بل تبنى فقط التركيز على الأبطال كمؤسسين للدول والإمبراطوريات أو من أطاحوا بهم.
وفقًا لجيمس يجب على الفيلسوف أن يقبل العباقرة ككيان معين بنفس الطريقة التي يقبل بها عالم الأحياء «الاختلافات العفوية» لداروين ككيان. يعتمد دور الفرد على درجة توافقه مع البيئة الاجتماعية، والعصر، واللحظة، وما إلى ذلك.
يقدم جيمس فكرة استقبالات اللحظة التي يتم خلالها تحديد التغيرات المجتمعية من جيل إلى جيل (بشكل مباشر أو غير مباشر) بشكل أساسي من خلال أفعال أو أمثلة الأفراد الذين تم تكييف عبقريتهم مع تقبل اللحظة أو الذين كان موقفهم العرضي للسلطة حرجًا لدرجة أنهم أصبحوا مُأدلجين، مبادرين لحركات وواضعي التخطيط المسبق ومديري مراكز الفساد المدمرين لأشخاص آخرين كانت مواهبهم ستقود المجتمع باتجاه آخر لو ملكوا حُريّة الرأي والتعبير.

## عرض على الروحانية والارتباطية

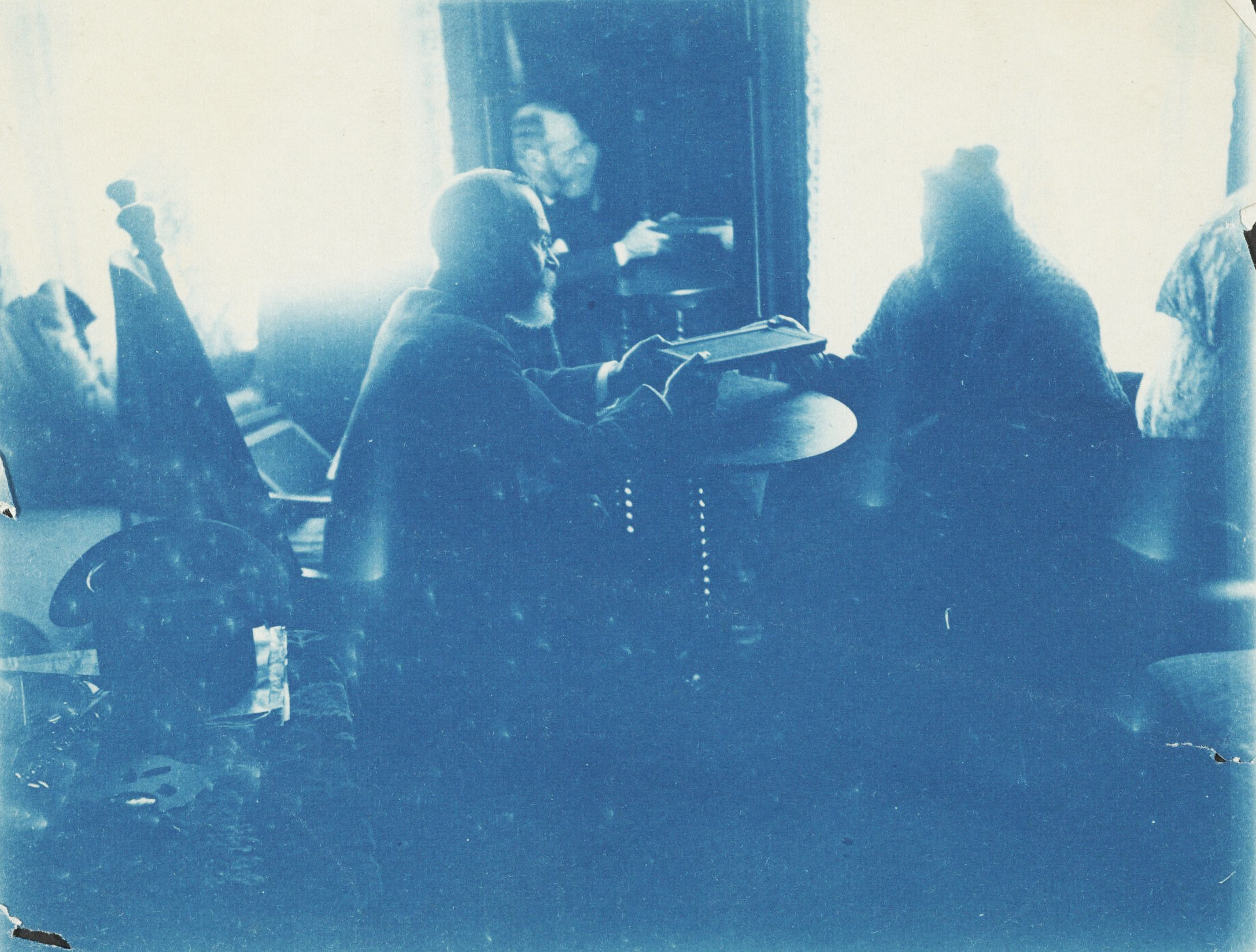
ويليام جيمس في جلسة مع مُفكر روحي

درس جيمس عن كثب مدارس الفكر المعروفة باسم الإرتباطية والروحانية. ترى الارتباطية أن كل تجربة يمر بها المرء تؤدي إلى أُخرى مما يخلق سلسلة من الأحداث. لا تربط الارتباطية بين فكرتين بل بين الأشياء الملموسة فقط. يحدث هذا الارتباط على المستوى الذري حيث تبدأ تغييرات جسدية صغيرة في الدماغ والتي تشكل في النهاية أفكارًا أو روابط معقدة ثم تتشكل الأفكار لأن هذه الأفكار المعقدة تعمل معًا وتؤدي إلى تجارب جديدة. كان كل من إسحاق نيوتن وديفيد هارتلي من رواد هذه المدرسة الفكرية، واقترحوا أفكارًا مثل "الاهتزازات الجسدية في الدماغ والحبل الشوكي والأعصاب هي أساس كل الأحاسيس وكل الأفكار وكل الحركات ...الخ." اختلف جيمس مع النزعة الارتباطية حيث كان يعتقد أنها بسيطة للغاية وأشار إلى الارتباطية على أنها «علم نفس بلا روح» لأن النموذج اعتبر أن الأفكار خالية من الداخل والأشياء تنتج فقط من خلال ربط الأفكار بعضها ببعض.
من ناحية أخرى فإن الروحاني يعتقد أن الأحداث العقلية تُنسب إلى الروح في حين أن الأفكار والسلوكيات في الفكر الارتباطي منفصلة لكنها مُتحدة في الروحانية. تشمل الروحانية مصطلح الفطرة مما يشير إلى أن الأفكار تسبب السلوك وتؤثر أفكار السلوك الماضي على الطريقة التي سيتصرف بها الشخص في المستقبل؛ كل هذه الأفكار مرتبطة ببعضها البعض داخل الروح، لذلك فإن الروح الداخلية عي المُحركة للتفكير عند المرء مما يؤدي به إلى القيام بسلوك ما وذاكرة السلوكيات السابقة تحدد كيف سيتصرف المرء في المستقبل.
كان لجيمس رأي قوي حول هذه المدارس الفكرية فقد كان بطبيعته براغماتيا واتخذ وجهة النظر القائلة بأنه يجب على المرء اختيار النظريات الأكثر منطقية والتي يمكن إثباتها عند استخدم النظريات أو أجزاء منها. لذلك فقد أوصى بتفكيك الروحانية والترابطية واستخدام الأجزاء الأكثر منطقية منها حيث يعتقد جيمس أن لكل شخص روحاً موجودة في عالم روحي وهي المسؤولة عن قيادة الشخص لأداء السلوكيات التي يقوم بها في العالم المادي، تأثر جيمس بمانول سفيدنبوري الذي عرَّفه بهذه الفكرة لأول مرة، صرح جيمس أنه على الرغم من أنه يبدو أن البشر يستخدمون الارتباطات للانتقال من حدث إلى آخر إلا أنه لا يمكن القيام بذلك دون أن تربط هذه الروح كل شيء معًا لأنه بعد تكوين الارتباطية يكون الشخص هو الذي يقرر أي جزء منها يجب التركيز عليه وبالتالي يحدد الاتجاه الذي ستؤدي إليه الارتباطات التالية. الارتباطات بسيطة للغاية من حيث أنها لا تأخذ في الحسبان اتخاذ القرار بشأن السلوكيات المستقبلية وتذكر ما نجح وما لم ينجح ورغم ذلك فإن الروحانية لا تُظهر تمثيلات مادية فعلية لكيفية حدوث الارتباطات. جمع جيمس بين وجهات نظر الروحانية والترابطية لخلق طريقته في التفكير. ناقش جيمس المفكرين أصحاب العقول الرقيقة على أنهم متدينون ومتفائلون وعقائديون وأحاديون. أمّا المفكرون المتشددون كانوا غير متدينين ومتشائمين وتعدديين ومتشككين. كان يُنظر إلى الأشخاص الأصحاء على أنهم مؤمنون بالفطرة من خلال إيمانهم بالله والنظام العالمي. الأشخاص الذين ركزوا على البؤس البشري والمعاناة تم اعتبارهم أرواح مريضة.
كان جيمس عضوًا مؤسسًا ونائبًا لرئيس الجمعية الأمريكية للأبحاث النفسية. اعارة اسمه ليونورا بايبر زادت من شهرته. في عام 1885 بعد وفاة ابنه الصغير بعام كان جيمس يجلس لأول مرة مع بايبر بناءً على اقتراح من حماته وسرعان ما اقتنع بأن بايبر عرفت أشياء لا يمكن أن تكتشفها إلا بوسائل خارقة للطبيعة لذلك أعرب عن إيمانه ببايبر بقوله: "إذا كنت ترغب في تغيير القانون بأن جميع الغربان سوداء ، يكفي أن تثبت أن غرابًا واحدًا أبيض. غرابي الأبيض هو السيدة بايبر." ومع ذلك لم يعتقد أن بايبر كانت على اتصال بالأرواح بعد أن قييم تسعة وستين تقريرًا عن أشخاص قاموا بزيارتها فقد أخذ في الاعتبار فرضية التخاطر بالإضافة إلى حصول بايبر على معلومات عن مراجعيها بالوسائل الطبيعية مثل ذكرياتها ووفقًا لجيمس ، فإن فرضية «السيطرة على الروح» لبايبر كانت غير متماسكة وليست ذات صلة وفي بعض الحالات كانت خاطئة بشكل واضح.
عقد جيمس جلسات اجتماع مع بايبر وأبدى إعجابه ببعض التفاصيل التي قُدمت إليه؛ لكن وفقًا لماسيمو بوليدورو، كانت الخادمة في منزل جيمس ودودة مع خادمة في منزل بايبر وربما كان هذا مصدرًا للمعلومات التي استخدمتها بايبر للحصول على تفاصيل خاصة عن جيمس. كتب الببليوغرافيون فريدريك بوركهارت وفريدسون باورز الذين جمعوا أعمال جيمس «من الممكن أن تكون معرفة السيدة بايبر بعائلة جيمس قد اكتُسبت من ثرثرة الخدم وأن اللغز كله يكمن في فشل الناس في الطابق العلوي من إدراك ذلك وللخدم [في الطابق السفلي] آذان أيضًا».
كان جيمس مقتنعًا بأن المستقبل سيثبت وجود تخاطر. اعترض علماء النفس مثل جيمس ماكين كاتيل وإدوارد ب. تيتشنر على دعم جيمس للبحوث النفسية الماورائية واعتبروا تصريحاته غير علمية وقد كتب كاتيل في رسالة إلى جيمس أن «جمعية البحث النفسي تفعل الكثير لإيذاء علم النفس».

## نظرية جيمس عن الذات
نظرية جيمس عن الذات قسمت الشخص إلى جزأين: أنا والأنا حيث يمكن اعتبار «أنا» كائنًا منفصلاً أو فردًا يشير إليه الشخص عند وصف تجاربه الشخصية؛ بينما «الأنا» هي الذات التي تعرف من هو هذا الشخص وماذا فعل خلال حياته. كلا المصطلحين تم شرحهم على النحو التالي؛ «أعلم أنني كنت من أكل الكعكة.» هذا الجزء هو «أنا» أي هو الجزء التجريبي الذي قام بالعمل أمّا «الأنا» فهي الجزء الكلي أو «الأنا النقية». بالنسبة لجيمس فإن الجزء «الأنا» هي الذات المفكرة والتي لا يمكن تقسيمها أكثر هذا الجزء من الذات هوالجزء المُتصل بروح الإنسان أو ما يُعتقد الآن أنه العقل. قام النظرون التربويون بالاستفادة من النظرية بطرق مختلفة وطوروا تطبيقات مختلفة للمناهج الدراسية والنظرية التربوية والممارسة العملية.
كما أنّه قام بتقسيم «أنا» الجزء من الذات إلى أربعة أقسام هي الذات المادية والاجتماعية والروحية على النحو التالي:

### الذات المادية
الذات المادية هي الأشياء المُنتمية إلى الشخص أو التي ينتمي إليها الشخص مثل الجسد، الأسرة، الملابس، والمال وكل ما شابههم تشكل الذات المادية للشخص. بالنسبة لجيمس فإن جوهر الذات المادية هو الجسد، في المرتبة الثانية أعتقد جيمس أن ملابس الشخص مهمة للذات المادية حيث اعتبر أنها كانت إحدى طرق التعبير عن الهوية لدى الأشخاص إضافة لكونها وسيلة لإظهار المكانة الاجتماعية وبالتالي المساهمة في تكوين الصورة الذاتية للفرد والحفاظ عليها. كما أن المال والأسرة جزءان أساسيان من الذات المادية إذ رأى أن إذا فقدان أحد أفراد عائلته هو فقدان لأحد أجزاء الشخصية كما أن تغيرات الشخصية عند فقدان الأموال مشابهة إلى حد كبير لفقدان أحد أفراد الأسرة.

### الذات الإجتماعية
الذات الإجتماعية هي الظروف التي تحيط بالشخصية في وضع اجتماعي معين، بالنسبة لجيمس يُغير الناس طريقة تصرفهم اعتمادًا على الموقف الاجتماعي الذي يتعرضون له حيث اعتقد أن الناس لديهم نفس القدر من الذوات الاجتماعية لكنهم سيُظهروا ردات فعل متغيرة في المواقف الإجتماعية المختلفة. مثلاً قد يتصرف الشخص بطريقة مختلفة في العمل إذا ما قاراناها بطريقة تعامل ذات الشخص مع الأصدقاء خارج العمل، ويعتقد جيمس أيضًا بإمكانية تقسيم الذات الإجتماعية لأجزاء أكثر عند تحقق شروط اجتماعية معينة مثال على ذلك في السياق الاجتماعي لبيئة عمل الفرد هماك اختلاف في السلوك عندما يتفاعل هذا الفرد مع رئيسه مقابل سلوكه عند التفاعل مع زميل في العمل.

### الذات الروحية
بالنسبة لجيمس فإن الذات الروحية هي الأساس الذي تم بناؤنا عليه ولذلك فهي الأكثر صلابة وديمومة من الذوات الأُخريات، الذات الروحية هي ذاتنا الأكثر حميمية حيث تحتوي الذات الروحية أشياء مثل الشخصية والقيم الأساسية والضمير التي لا تتغير عادةً طوال حياة الفرد كما وتتضمن الاستبطان أو النظر إلى أسئلة روحية أو أخلاقية أو فكرية أعمق دون تأثير الأفكار الموضوعية، بالنسبة لجيمس فإن تحقيق مستوى عالٍ لفهم جوهر الشخصية أو فهم الذات الروحية يُعتبر أكثر أهمية من معرفة الذات المادية والإجتماعية.

### الأنا النقية
ما يشير إليه جيمس على أنه الأنا النقيّة هو الأنا الخالصة التي توفر الاستمرارية بين ماضينا وحاضرنا ومستقبلنا حيث أن ادراك الأنا ينشأ من الهوية الفردية المُكونّة من تيار وعي مستمر، يعتقد جيمس أن الأنا النقية تشبه ما نعتقد أنه الروح أو العقل لكنها ليست مادة وبالتالي لا يمكن للعلم فحصها.

## جوائز تحمل اسم ويليام جيمس
- جائزة ويليام جيمس
- جائز صديق ويليام جيمس[الإنجليزية]

## أعمال بارزة

### كتب مترجمة للعربية

غلاف كتاب إرادة الإعتقاد

- البراغماتية[group= 1]
- معنى الحقيقة [ar 3]
- عالم متعدد [ar 4]
- إرادة الاعتقاد [ar 5]
- تحليل العقل-برتراند راسل [ar 6]
- العقل والدين [ar 7]
- أساطين الفكر - روجيه بول دروا[ar 8]

### كتب غير مترجمة
- مبادئ علم النفس، مجلدين. (1890)(بالإنجليزية: The Principles of Psychology)، منشورات دوفر 1950، المجلد. 1: ISBN 0-486-20381-6، المجلد. 2: ISBN 0-486-20382-4
- علم النفس (دورة مختصرة) (1892)(بالإنجليزية: Psychology (Briefer Course))، مطبعة جامعة نوتردام 1985: ISBN 0-268-01557-0، منشورات دوفر 2001: ISBN 0-486-41604-6
- هل الحياة تستحق العيش؟ (1895)(بالإنجليزية: Is Life Worth Living?)، المحاضرة الأساسية التي ألقيت في جامعة هارفارد في 15 أبريل 1895
- الخلود البشري: اعتراضان مفترضان على العقيدة (بالإنجليزية: Human Immortality: Two Supposed Objections to the Doctrine) (محاضرة 1897، إنجرسول)
- محادثات للمعلمين في علم النفس: وإلى الطلاب حول بعض أفكار الحياة (1899) (بالإنجليزية: Talks to Teachers on Psychology: and to Students on Some of Life's Ideals)، منشورات دوفر 2001: ISBN 0-486-41964-9، :ISBN 1-4219-5806-6
- أصناف الخبرة الدينية: دراسة في الطبيعة البشرية (1902)، ISBN 0-14-039034-0 (بالإنجليزية: The Varieties of Religious Experience: A Study in Human Nature)
- البراغماتية: اسم جديد لبعض طرق التفكير القديمة (1907)، هاكيت للنشر 1981: ISBN 0-915145-05-7، دوفر 1995: ISBN 0-486-28270-8 (بالإنجليزية: Pragmatism: A New Name for Some Old Ways of Thinking)
- بعض مشاكل الفلسفة: بداية مقدمة للفلسفة (1911)(بالإنجليزية: Some Problems of Philosophy: A Beginning of an Introduction to Philosophy)، مطبعة جامعة نبراسكا 1996: ISBN 0-8032-7587-0
- ذكريات ودراسات (1911)(بالإنجليزية: Memories and Studies)، شركة إعادة طبع الخدمات: 1992: ISBN 0-7812-3481-6
- مقالات في التجريبية الراديكالية (1912) (بالإنجليزية: Essays in Radical Empiricism)، منشورات دوفر 2003، ISBN 0-486-43094-4
- رسائل وليام جيمس، مجلدين. (1920)(بالإنجليزية: Letters of William James)
- مقالات ومراجعات مجمعة (1920)(بالإنجليزية: Collected Essays and Reviews)
- رالف بارتون بيري، فكر وشخصية ويليام جيمس، 2 مجلدات. (1935) (بالإنجليزية: Ralph Barton Perry, The Thought and Character of William James)، طبع مطبعة جامعة فاندربيلت 1996: ISBN 0-8265-1279-8 (يحتوي على حوالي 500 حرف لوليام جيمس غير موجودة في الطبعة السابقة من رسائل ويليام جيمس)
- وليام جيمس في البحث النفسي (1960)(بالإنجليزية: William James on Psychical Research)
- مراسلات ويليام جيمس، 12 مجلدًا. (1992-2004) (بالإنجليزية: The Correspondence of William James) مطبعة جامعة فيرجينيا ، ISBN 0-8139-2318-2
- معضلة الحتمية (بالإنجليزية: The Dilemma of Determinism)
- وليام جيمس عن العادة والإرادة والحقيقة ومعنى الحياة (بالإنجليزية: William James on Habit, Will, Truth, and the Meaning of Life)، جيمس سلون ألين، أد. فريدريك سي بيل، ناشر، ISBN 978-1-929490-45-5

### محاضرات
مُحاضرات غير مترجمة 
- ويليام جيمس: كتابات 1878-1899 (1992) (بالإنجليزية: William James: Writings). المكتبة الأمريكية، 1212 ص. ISBN 978-0-940450-72-1

علم النفس: دورة أقصر (مراجعة ومبادئ مختصرة لعلم النفس)، إرادة الاعتقاد ومقالات أخرى في الفلسفة الشعبية، محادثات للمعلمين والطلاب، مقالات (تسعة أخرى).
- ويليام جيمس: كتابات 1902-1910 (1987) (بالإنجليزية: William James: Writings). المكتبة الأمريكية، 1379 ص. ISBN 978-0-940450-38-7

أصناف من التجربة الدينية، البراغماتية، الكون التعددي، معنى الحقيقة، بعض مشكلات الفلسفة، مقالات
- كتابات ويليام جيمس: طبعة شاملة (1978) (بالإنجليزية: The Writings of William James: A Comprehensive Edition). مطبعة جامعة شيكاغو، 912 ص. ISBN 0-226-39188-4

البراغماتية، مقالات في التجريبية الراديكالية، والكون التعددي كاملة؛ بالإضافة إلى مُقتطفات من أعمال أخرى.
- في عام 1975، بدأت مطبعة جامعة هارفارد في نشر طبعة نموذجية لأعمال ويليام جيمس.

## هوامش
( الحياة المُبكرة) مصطلح "التعليم عبر المحيط الأطلسي (بالإنجليزية: trans-Atlantic education): يعبر عن سكان قارتي أمريكا اللذين تلقوا التعليم في أوروبا في القرن التاسع عشر

### باللغة العربية
1. ↑  ويليام جيمس (2008)، P.27
2. ↑  ويليام جيمس (2008)، P.45
3. ↑  وليم جيمس. معنى الحقيقة. المركز القومي للترجمة. مؤرشف من الأصل في 2020-11-07.
4. ↑  وليم جيمس. عالم متعدد. مؤرشف من الأصل في 2020-11-07.
5. ↑  وليم جيمس (2017). إرادة الاعتقاد. مصر: دار إحياء الكتب العربية عيسى البابي الحلبي وشركاه. مؤرشف من الأصل في 2020-11-07.
6. ↑  وليم جيمس. تحليل العقل-[[برتراند راسل]]. مؤرشف من الأصل في 2020-11-07. {{استشهاد بكتاب}}: تعارض مسار مع وصلة (مساعدة)
7. ↑  وليم جيمس. العقل والدين. مصر: دار إحياء الكتب العربية عيسى البابي الحلبي وشركاه. مؤرشف من الأصل في 2020-11-07.
8. ↑  وليم جيمس. أساطين الفكر - روجيه بول دروا. مؤرشف من الأصل في 2020-11-07.

### المعلومات الكاملة للمراجع
- ويليام جيمس. البراغماتية. القاهرة: المركز القومي للترجمة. مؤرشف من الأصل في 2020-12-08. {{استشهاد بكتاب}}: تجاهل المحلل الوسيط |العنوان الأصلي للكتاب= لأنه غير معروف (مساعدة) وتجاهل المحلل الوسيط |ترجمة= لأنه غير معروف (مساعدة)

### باللغة الإنكليزية
1. ↑  Charles Dudley Warner, ed. (1897), Library of the World's Best Literature (بالإنجليزية), QID:Q19098835
2. ↑  T.L. Brink (2008) Psychology: A Student Friendly Approach. "Unit One: The Definition and History of Psychology". p. 10 نسخة محفوظة 9 نوفمبر 2017 على موقع واي باك مشين.
3. ↑  "William James: Writings 1878–1899". The Library of America. 1 يونيو 1992. مؤرشف من الأصل في 2015-09-09. اطلع عليه بتاريخ 2013-09-21.
4. ↑  "William James: Writings 1902–1910". The Library of America. 1 فبراير 1987. مؤرشف من الأصل في 2015-09-09. اطلع عليه بتاريخ 2013-09-21.
5. ↑  Dr. Megan E. Bradley. "William James". PSYography. Faculty.frostburg.edu. مؤرشف من الأصل في 2014-11-24. اطلع عليه بتاريخ 2013-09-21.
6. ↑  Haggbloom، Steven J.؛ Warnick، Renee؛ Warnick، Jason E.؛ Jones، Vinessa K.؛ Yarbrough، Gary L.؛ Russell، Tenea M.؛ Borecky، Chris M.؛ McGahhey، Reagan؛ Powell III، John L.؛ Beavers، Jamie؛ Monte، Emmanuelle (2002). "The 100 most eminent psychologists of the 20th century". Review of General Psychology. ج. 6 ع. 2: 139–152. DOI:10.1037/1089-2680.6.2.139. مؤرشف من الأصل في 2018-10-03.
7. ↑  "Wilhelm Maximilian Wundt" in Stanford Encyclopedia of Philosophy. نسخة محفوظة 8 أغسطس 2019 على موقع واي باك مشين.
8. ↑  Tom Butler-Bowdon: 50 Psychology Classics. Nicholas Brealey Publishing 2007. (ردمك 1857884736). p. 2. نسخة محفوظة 27 سبتمبر 2013 على موقع واي باك مشين.
9. 1 2  "William James". موسوعة ستانفورد للفلسفة. (Center for the Study of Language and Information (CSLI), جامعة ستانفورد. مؤرشف من الأصل في 2019-10-14. اطلع عليه بتاريخ 2013-09-21.
10. ↑  James، William (2009). The Varieties of Religious Experience. The Library of America. ص. 74–120. ISBN:978-1598530629.
11. ↑  Sachs، Oliver (2008). Musicophilia: Tales of Music and the Brain, Revised and Expanded Edition. New York: Vintage Books. ص. xiii. ISBN:978-1-4000-3353-9.
12. ↑  Antony Lysy, "William James, Theosophist", The Quest Volume 88, number 6, November–December 2000.
13. ↑  رالف بيري, The Thought and Character of William James, vol. 1, (1935), 1996 edition: (ردمك 0-8265-1279-8), p. 228.
14. ↑  "Cultural Resource Information System (CRIS)". New York State Office of Parks, Recreation and Historic Preservation. مؤرشف من الأصل (Searchable database) في 2015-07-01. اطلع عليه بتاريخ 2016-02-01. Note: This includes Rachel D. Carley (يناير 2012). "National Register of Historic Places Registration Form: Putnam Camp". مؤرشف من الأصل (PDF) في 2019-12-16. اطلع عليه بتاريخ 2016-02-01. and Accompanying photographs
15. ↑  "William James - Career in philosophy". Encyclopedia Britannica (بالإنجليزية). Archived from the original on 2020-10-09. Retrieved 2020-10-28.
16. ↑  "Father%20of,entitled%20The%20Principles%20of%20Psychology. "William James - Psychology, Pragmatism & Books - Biography". www.biography.com. مؤرشف من الأصل في 2020-09-19. اطلع عليه بتاريخ 2020-10-28.
17. ↑  Duane P. Schultz؛ Sydney Ellen Schultz (22 مارس 2007). A History of Modern Psychology. Cengage Learning. ص. 185–. ISBN:978-0-495-09799-0. مؤرشف من الأصل في 2020-01-26. اطلع عليه بتاريخ 2011-08-28.
18. ↑  Schmidt، Barbara. "A History of and Guide to Uniform Editions of Mark Twain's Works". twainquotes.com. مؤرشف من الأصل في 2020-02-05. اطلع عليه بتاريخ 2014-10-01.
19. ↑  Thorndike، Edward (1910). "Communciations and discussions: William James". Journal of Educational Psychology. ج. 1 ع. 8: 473–474. DOI:10.1037/h0075718.
20. ↑  Capps، Donald (23 أكتوبر 2015). The Religious Life: The Insights of William James. Wipf and Stock Publishers. ISBN:9781498219945. مؤرشف من الأصل في 2020-10-18 – عبر Google Books.
21. ↑  Haggbloom, S. J.؛ وآخرون (2002). "The 100 Most Eminent Psychologists of the 20th Century". Review of General Psychology. ج. 6 ع. 2: 139–152. DOI:10.1037/1089-2680.6.2.139. S2CID:145668721. مؤرشف من الأصل في 2006-04-29.. Haggbloom et al. combined 3 quantitative variables: citations in professional journals, citations in textbooks, and nominations in a survey given to members of the Association for Psychological Science, with 3 qualitative variables (converted to quantitative scores): National Academy of Science (NAS) membership, American Psychological Association (APA) President and/or recipient of the APA Distinguished Scientific Contributions Award, and surname used as an eponym. Then the list was rank ordered.
22. ↑  John J. McDermott, The Writings of William James: A Comprehensive Edition, University of Chicago Press, 1977 revised edition, (ردمك 0-226-39188-4), pp. 812–58.
23. ↑  William James' The Moral Equivalent of War Introduction by John Roland. Constitution.org. Retrieved on 2011-08-28. نسخة محفوظة 16 ديسمبر 2019 على موقع واي باك مشين.
24. ↑  William James' The Moral Equivalent of War – 1906. Constitution.org. Retrieved on 2011-08-28. نسخة محفوظة 26 مايو 2020 على موقع واي باك مشين.
25. ↑  Harrison Ross Steeves؛ Frank Humphrey Ristine (1913). Representative essays in modern thought: a basis for composition. American Book Company. ص. 519–. مؤرشف من الأصل في 2021-08-15. اطلع عليه بتاريخ 2011-08-28.
26. ↑  ""The Moral Equivalent of War" by William James, McClure's Magazine, August 1910". UNZ.org. مؤرشف من الأصل في 2018-02-19. اطلع عليه بتاريخ 2016-11-25.
27. ↑  "William James". Biography (بالإنجليزية الأمريكية). Archived from the original on 2020-11-07. Retrieved 2020-11-10.
28. ↑  "William James - 10.12". www.theatlantic.com. مؤرشف من الأصل في 2016-03-20. اطلع عليه بتاريخ 2020-11-10.
29. 1 2  James, William. 1907. "Pragmatism's Conception of Truth" (lecture 6). Pp. 76–91 in Pragmatism: A New Name for Some Old Ways of Thinking. New York: لونجمان. Archived from the original 15 July 2006. نسخة محفوظة 25 أغسطس 2021 على موقع واي باك مشين.
30. ↑  "Pragmatic theory of truth|Pragmatic Theory of Truth." Pp. 427–28 in Encyclopedia of Philosophy 6. London: Macmillan Publishers|Macmillan. 1969.
31. ↑  William James (1907). Pragmatism's conception of truth (بالإنجليزية) (الرابعة عشر ed.). [Lancaster, Pa., etc.] p. 83. OCLC:80967850.
32. 1 2  William James. 1907 [1906]. "What Pragmatism Means" (lecture 2). Pp. 17–32 in Pragmatism: A New Name for Some Old Ways of Thinking. New York: لونجمان via The Mead Project, Brock University (2007). Available via Marxists Internet Archive|Marxist Internet Archive (2005). نسخة محفوظة 6 أبريل 2019 على موقع واي باك مشين.
33. ↑  H. O. Mounce (1997). The two pragmatisms: from Peirce to Rorty. Psychology Press. ISBN:978-0-415-15283-9. مؤرشف من الأصل في 2020-08-11. اطلع عليه بتاريخ 2011-08-28.
34. ↑  James, William. 1909. The Meaning of Truth. New York: Longmans, Green, & Co. p. 177.
35. 1 2  Gunn، Giles (2000). William James: Pragmatism and Other Writings. Penguin Group. ص. 24–40.
36. ↑  Burch، Robert (22 يونيو 2001). "Charles Sanders Peirce". Stanford Encyclopedia of Philosophy. مؤرشف من الأصل في 2020-01-07. اطلع عليه بتاريخ 2019-12-09.
37. ↑  Gunn، Giles (2000). William James: Pragmatism and Other Writings. Penguin Group. ص. 119–132.
38. 1 2 3 4 5  Pomerleau، Wayne. "William James (1842–1910)". Internet Encyclopedia of Philosophy. IEP. مؤرشف من الأصل في 2020-10-17. اطلع عليه بتاريخ 2018-04-28.
39. ↑  James, William. 1897 [1882] “The Sentiment of Rationality.” The Will to Believe and Other Essays in Popular Philosophy. New York: Longmans, Green & Co.
40. 1 2  James, William (2000) [1842-1910]. Pragmatism and other writings. Penguin Books. ISBN:0-14-043735-5. OCLC:943305535.
41. ↑  Legg، Catherine (14 مارس 2019). "Pragmatism". موسوعة ستانفورد للفلسفة. مؤرشف من الأصل في 2020-10-08. اطلع عليه بتاريخ 2019-11-12.
42. ↑  Atkin، Albert. "Charles Sanders Peirce: Pragmatism". Internet Encyclopedia of Philosophy. مؤرشف من الأصل في 2019-07-10. اطلع عليه بتاريخ 2019-12-08.
43. ↑  Peirce, Charles S. 1878. "'How to Make Our Ideas Clear." بوبيولار ساينس. — (excerpt). Pp. 212–218 in An Anthology of Nineteenth-Century American Science Writing, edited by C. R. Resetarits. Anthem Press. 2012. (ردمك 978-0-85728-651-2). دُوِي:10.7135/upo9780857286512.037
44. ↑  James، William (1 مايو 2002). "Pragmatism". The Project Gutenberg EBook of Pragmatism. مؤرشف من الأصل في 2020-10-16. اطلع عليه بتاريخ 2019-11-12.
45. 1 2  Doyle, Bob. 2011. Free Will: the Scandal in Philosophy. I-Phi Press. The Information Philosopher.
46. 1 2  "The Project Gutenberg E-text of The Will to Believe, by William James". www.gutenberg.org. مؤرشف من الأصل في 2020-10-29. اطلع عليه بتاريخ 2020-10-26.
47. 1 2  William (04/08/2018). The Principles of Psychology, Volume 2 (of 2). مؤرشف من الأصل في 30 أكتوبر 2020. {{استشهاد بكتاب}}: تحقق من التاريخ في: |تاريخ= (مساعدة)
48. 1 2  Viney، Donald Wayne (1986). "William James on Free Will and Determinism". The Journal of Mind and Behavior. ج. 7 ع. 4: 555–565. JSTOR:43853234.
49. 1 2  Shouler, Kenneth A. 2008. The Everything Guide to Understanding Philosophy: the Basic Concepts of the Greatest Thinkers of All Time – Made Easy!. Adams Media.
50. ↑  Perry, Ralph Barton. The Thought and Character of William James 1. p. 323.— Letters of William James 1. p. 147.
51. 1 2  James, William. 2009 [c. 1884]. "The Will to Believe and Other Essays in Popular Philosophy". New York: Longmans, Green & Co. مؤرشف من الأصل في 2020-12-08. {{استشهاد ويب}}: تجاهل المحلل النص "26659" (مساعدة) وتجاهل المحلل النص "of Determinism" (مساعدة)صيانة الاستشهاد: أسماء عددية: قائمة المؤلفين (link), produced by A. Haines.
52. 1 2 3 4  James, William. 1956 [1884]. “The Dilemma of Determinism.” In The Will to Believe and Other Essays in Popular Philosophy. New York: Dover Publications.
53. ↑  Pomerleau, Wayne P. “William James (1842-1910).” Internet Encyclopedia of Philosophy, "William James" Internet Encyclopedia of Philosophy Article. نسخة محفوظة 17 أكتوبر 2020 على موقع واي باك مشين.
54. ↑  Doyle، BOB (2010). "Jamesian Free Will, the Two-Stage Model of William James". William James Studies. ج. 5: 1–28. JSTOR:26203733.
55. ↑  James، William (1985). The Varieties of Religious Experience. New York: Penguin Classics. ص. 426.
56. ↑  William James, "Subjective Effects of Nitrous Oxide" نسخة محفوظة 4 أكتوبر 2020 على موقع واي باك مشين.
57. ↑  John Lachs and Robert Talisse (2007). American Philosophy: An Encyclopedia. ص. 310. ISBN:978-0415939263. مؤرشف من الأصل في 2021-08-15.
58. ↑  "Mysticism Defined by William James". www.bodysoulandspirit.net. مؤرشف من الأصل في 2022-03-27.[وصلة مكسورة]
59. 1 2 3 4  Buss, David M. 2008. "Chapter 1." Pp. 2–35 in Evolutionary psychology: the new science of the mind. Pearson.
60. ↑  Reconstructing 'education' through mindful attention : positioning the mind at the center of curriculum and pedagogy. London. ISBN:1-137-58782-2. OCLC:970636321. مؤرشف من الأصل في 2020-10-30.
61. ↑  Giuseppe Sergi|Sergi, Giuseppe. 1858. L'origine dei fenomeni psichici e loro significazione biologica. Milano: Fratelli Dumolard. (ردمك 1271529408).
62. ↑  Sergi, Giuseppe. 1894. "Storia Naturale dei Sentimenti." Principi di Psicologie: Dolore e Piacere. Milano: Fratelli Dumolard. (ردمك 1147667462).
63. ↑  Joseph E. LeDoux 1996. The Emotional Brain: the Mysterious Underpinnings of Emotional Life. (ردمك 0-684-83659-9). p. 43.
64. ↑  James, William. 1884. "What is an Emotion?" Mind 9:188–205. نسخة محفوظة 20 سبتمبر 2020 على موقع واي باك مشين.
65. ↑  Grinin L. E. 2010. "The Role of an Individual in History: A Reconsideration." Social Evolution & History 9(2):95–136. p. 103. نسخة محفوظة 21 سبتمبر 2020 على موقع واي باك مشين.
66. ↑  William James. 2007 [1880]. "Great Men, Great Thoughts and the Environment." Atlantic Monthly 46:441–59. نسخة محفوظة 20 سبتمبر 2020 على موقع واي باك مشين.
67. 1 2  James, William. 1985 [1892]. Psychology (Briefer Course). University of Notre Dame Press. (ردمك 0-268-01557-0).
68. 1 2 3  روبرت د. ريتشاردسون 2006. William James: In the Maelstrom of American Modernism. Houghton Mifflin. (ردمك 0-618-43325-2).
69. 1 2  James, William. 1890. The Principles of Psychology.
70. ↑  Eugene Taylor. (2009). The Mystery of Personality: A History of Psychodynamic Theories. Springer. p. 30. (ردمك 978-0387981031)
71. ↑  Deborah Blum. (2007). Ghost Hunters: William James and the Search for Scientific Proof of Life. Penguin Group. p. 98. (ردمك 978-0-14-303895-5).
72. ↑  Gardner Murphy, Robert O. Ballou. (1960). William James on Psychical Research. Viking Press. p. 41
73. ↑  Francesca Bordogna. (2008). William James at the Boundaries: Philosophy, Science, and the Geography of Knowledge. University Of Chicago Press. p. 127. (ردمك 978-0226066523)
74. ↑  Massimo Polidoro. (2001). Final Séance: The Strange Friendship Between Houdini and Conan Doyle. Prometheus Books. p. 36. (ردمك 978-1573928960)
75. ↑  Frederick Burkhardt and Fredson Bowers. (1986). Essays in Psychical Research. Harvard University Press. p. 397 in William James. The Works of William James. Edited by Frederick H. Burkhardt, Fredson Bowers, and Ignas K. Skrupskelis. 19 vols. Cambridge, MA and London: Harvard University Press. 1975–1988. نسخة محفوظة 8 أغسطس 2020 على موقع واي باك مشين.
76. ↑  About the Shadow World. Everybody's Magazine. v. 20 (1909). نسخة محفوظة 18 نوفمبر 2020 على موقع واي باك مشين.
77. ↑  Lamont, Peter. (2013). Extraordinary Beliefs: A Historical Approach to a Psychological Problem. Cambridge University Press. pp. 184–188.
78. ↑  Kimble, Gregory A; Wertheimer, Michael; White, Charlotte. (2013). Portraits of Pioneers in Psychology. Psychology Press. p. 23. (ردمك 0-8058-0620-2)
79. ↑  Goodwin, C. James. (2015). A History of Modern Psychology. Wiley. p. 154. (ردمك 978-1-118-83375-9)
80. 1 2  Cooper, W. E. (1992). "William James's theory of the self". Monist 75(4), 504.
81. 1 2 3 4 5 6 7  "Classics in the History of Psychology (archived copy)". مؤرشف من الأصل في 2013-12-06. اطلع عليه بتاريخ 2013-12-03.
82. ↑  Ergas، Oren (2017). Reconstructing 'education' through mindful attention. London, UK: Palgrave Macmillan. ISBN:978-1-137-58781-7.
83. ↑  "Introduction to William James". www.uky.edu. مؤرشف من الأصل في 2020-02-21.

### استشهاد عام
- by his Colleagues at Columbia University (1908). Essays Philosophical and Psychological in Honor of William James (بالإنجليزية). London: Longmans. OCLC:491550697. Archived from the original on 2022-04-07.

### قراءة معمقة
باللغة العربية 
الشيخ كامل محمد محمد عويضة (1993). وليم جيمس "رائد المذهب البراغماتي". بيروت - لبنان: دار الكتب العلمية. مؤرشف من الأصل في 2020-12-08.
باللغة الإنكليزية
- James Sloan Allen,ed., William James on Habit, Will, Truth, and the Meaning of Life (2014). Frederic C. Beil, Publisher, (ردمك 978-1-929490-45-5)
- Margo Bistis, "Remnant of the Future: William James' Automated Utopia", in Norman M. Klein and Margo Bistis, The Imaginary 20th Century (Karlsruhe: ZKM, 2016).
- Émile Boutroux, William James (New York, 1912)
- Werner Bloch, Der Pragmatismus von James und Schiller nebst Exkursen über Weltanschauung und über die Hypothese (Leipzig, 1913)
- K. A. Busch, William James als Religionsphilosoph (Göttingen, 1911)
- Jacques Barzun. A Stroll with William James (1983). Harper and Row: (ردمك 0-226-03869-6)
- Deborah Blum. Ghost Hunters: William James and the Search for Scientific Proof of Life After Death (2006). Penguin Press, (ردمك 1-59420-090-4)
- Wesley Cooper. The Unity of William James's Thought (2002). Vanderbilt University Press, (ردمك 0-8265-1387-5)
- Howard M. Feinstein. Becoming William James (1984). Cornell University Press, (ردمك 978-0-8014-8642-5)
- تيودور فلورنوي، La Philosophie de William James (Saint-Blaise, 1911)
- Sergio Franzese, The Ethics of Energy. William James's Moral Philosophy in Focus, Ontos Verlag, 2008
- Sergio Franzese & Felicitas Krämer (eds.), Fringes of Religious Experience. Cross-perspectives on William James's Varieties of Religious Experience, Frankfurt / Lancaster, ontos verlag, Process Thought XII, 2007
- Peter Hare, ميشيل ويبر، James K. Swindler, Oana-Maria Pastae, Cerasel Cuteanu (eds.), International Perspectives on Pragmatism, Newcastle upon Tyne, Cambridge Scholars Publishing, 2009
- James Huneker, "A Philosophy for Philistines" in his The Pathos of Distance (New York, 1913)
- Henry James's A Small Boy and Others (1913) and Notes of a Son and Brother (1914)
- Amy Kittelstrom, The Religion of Democracy: Seven Liberals and the American Moral Tradition. New York: Penguin, 2015.
- H. V. Knox, Philosophy of William James (London, 1914)
- R, W. B. Lewis The Jameses: A Family Narrative (1991) Farrar, Straus & Giroux
- Louis Menand. The Metaphysical Club: A Story of Ideas in America (2001). Farrar, Straus, and Giroux, (ردمك 0-374-52849-7).
- Ménard, Analyse et critique des principes de la psychologie de W. James (Paris, 1911) analyzes the lives and relationship between James, Oliver Wendell Holmes Jr., تشارلز ساندرز بيرس، and جون ديوي.
- Gerald E. Myers. William James: His Life and Thought (1986). Yale University Press, 2001, paperback: (ردمك 0-300-08917-1). Focuses on his psychology; includes 230 pages of notes.
- Giuseppe Sergi L'origine dei fenomeni psichici e loro significazione biologica, Milano, Fratelli Dumolard, 1885.
- Giuseppe Sergi Principi di Psicologie: Dolore e Piacere; Storia Naturale dei Sentimenti, Milano, Fratelli Dumolard, 1894.
- James Pawelski. The Dynamic Individualism of William James (2007). SUNY press, (ردمك 0-7914-7239-6).
- Ralph Barton Perry|R. B. Perry, Present Philosophical Tendencies (New York, 1912)
- Robert D. Richardson. William James: In the Maelstrom of American Modernism (2006). Houghton Mifflin, (ردمك 0-618-43325-2)
- Robert D. Richardson, ed. The Heart of William James (2010). Harvard U. Press, (ردمك 978-0-674-05561-2)
- Jane Roberts. The Afterdeath Journal of an American Philosopher: The View of William James (1978. Prentice-Hall. (ردمك 0-13-018515-9).)
- Josiah Royce, William James and Other Essays on the Philosophy of Life (New York, 1911)
- J. Michael Tilley, "William James: Living Forward and the Development of Radical Empiricism," In Kierkegaard's Influence on Philosophy: Anglophone Philosophy, edited by Jon Stewart, 2012, Ashgate Publishing, 87–98.
- Linda Simon. Genuine Reality: A Life of William James (1998). Harcourt Brace & Company, (ردمك 0-226-75859-1)
- Michel Weber. Whitehead’s Pancreativism. Jamesian Applications. Ontos Verlag, 2011, (ردمك 978-386838-103-0)
- Michel Weber, "On Religiousness and Religion. Huxley’s Reading of Whitehead’s Religion in the Making in the Light of James’ Varieties of Religious Experience", Jerome Meckier and Bernfried Nugel (eds.), Aldous Huxley Annual. A Journal of Twentieth-Century Thought and Beyond, Volume 5, Münster, LIT Verlag, March 2005, pp. 117–32.
- Michel Weber, "James’s Mystical Body in the Light of the Transmarginal Field of Consciousness", in Sergio Franzese & Felicitas Krämer (eds.), Fringes of Religious Experience. Cross-perspectives on William James's Varieties of Religious Experience, Frankfurt / Lancaster, Ontos Verlag, Process Thought XII, 2007, pp. 7–37.
- Richard Wiseman|Wiseman, R. (2012). Rip it up: The radically new approach to changing your life. London, UK: Macmillan
- Livingston، Alexander (2016). "Damn Great Empires! William James and the Politics of Pragmatism". Oxford University Press, New York: 244. ISBN:978-0-19-023716-5. مؤرشف من الأصل في 2018-06-08. {{استشهاد بدورية محكمة}}: الاستشهاد بدورية محكمة يطلب |دورية محكمة= (مساعدة)
- "William James's Politics of Personal Freedom". The Journal of Speculative Philosophy. Penn State University Press: 175–186. مؤرشف من الأصل في 2020-12-07.

## الروابط الخارجية
- ويليام جيمس على موقع الموسوعة البريطانية (الإنجليزية)
- ويليام جيمس على موقع إن إن دي بي (الإنجليزية)
- جمعية ويليام جيمس
- جامعة إيموري: ويليام جيمس – مجموعة كبيرة من المقالات والأعمال عبر الإنترنت
- مراسلة ويليم جيمس من مجموعة الطب النفسي التاريخية، أرشيف ميننجر، جمعية كنساس التاريخية
- جامعة هارفارد: الحياة في التحولات: ويليام جيمس، 1842-1910  معرض على الإنترنت من مكتبة هوتون
- Stanford Encyclopedia of Philosophy: William James
- وليام جيمس على المعلومات الفيلسوف
- Booknotes مقابلة مع ليندا سيمون على الواقع الحقيقي: حياة ويليام جيمس، 7 يونيو 1998
- ويليام جيمس: أبحث عن مخرج
- نيويورك تايمز نعي
- مؤلفات ويليام جيمس في مشروع غوتنبرغ
- أعمال أو نبذة عن ويليام جيمس على أرشيف الإنترنت
- أعمال ويليام جيمس في ليبري فوكس
- ويليام جيمس على موقع فايند أغريف

1. ↑  " " " " name="مولد تلقائيا1">ويليام جيمس (2008)،